# Czeski Cieszyn
Czeski Cieszyn (cz. Český Těšín wymowaⓘ, niem. Tschechisch Teschen, śl. Czeski Cieszyn) – miasto we wschodniej części Czech przy granicy z Polską, w kraju morawsko-śląskim, w powiecie Karwina, na Pogórzu Śląskim, na lewym brzegu Olzy. Siedziba gminy z rozszerzonymi uprawnieniami.
Nazwa Czeski Cieszyn współcześnie odnosi się do lewobrzeżnej części niegdysiejszego jednolitego miasta Cieszyna, którego część prawobrzeżna należy do Polski i nosi oficjalną nazwę Cieszyn (w niektórych publikacjach dla odróżnienia od Czeskiego Cieszyna stosowana jest nazwa polski Cieszyn). Dzieje Cieszyna sięgają IX wieku. Od 1290 do 1918 roku był on centrum rządzonego najpierw przez Piastów, a później przez Habsburgów Księstwa Cieszyńskiego, stając się w epoce nowożytnej jednym z najważniejszych śląskich miast. Gdy pod koniec 1918 roku na gruzach monarchii austro-węgierskiej powstały Czechosłowacja i Polska, niemal natychmiast rozpoczęły one spór terytorialny o Śląsk Cieszyński, którego efektem był podział tego regionu oraz samego miasta Cieszyna między oba skonfliktowane państwa, dokonany 28 lipca 1920 roku przez Radę Ambasadorów. Większość historycznych obiektów, w tym Stare Miasto znajduje się w polskiej części miasta
Sercem Czeskiego Cieszyna jest historyczne cieszyńskie przedmieście o nazwie Saska Kępa, założone przez księcia Alberta Sasko-Cieszyńskiego w 1794 roku, które rozwinęło się po uruchomieniu w 1869 roku poprowadzonej lewym brzegiem Olzy Kolei Koszycko-Bogumińskiej i po wybudowaniu tu dworca kolejowego. W Czeskim Cieszynie dominuje zabudowa XIX-wieczna, reprezentująca eklektyzm i secesję oraz międzywojenna, zrealizowana w stylu modernistycznym. Ta druga pochodzi z czasów planowej rozbudowy Czeskiego Cieszyna w latach 20. XX wieku, której przyczyną był brak po czechosłowackiej stronie Cieszyna potrzebnych do funkcjonowania miasta obiektów, tj. urzędy, szkoły, budynki mieszkalne itp.

## Podział administracyjny
Czeski Cieszyn jest podzielony na 22 obręby ewidencyjne, na które składa się 7 części, będących równocześnie gminami katastralnymi. Te części to:
- Czeski Cieszyn (cz. Český Těšín)
- Żuków Dolny (cz. Dolní Žukov)
- Żuków Górny (cz. Horní Žukov)
- Mistrzowice (cz. Mistřovice)
- Stanisłowice (cz. Stanislavice)
- Mosty
- Koniaków (cz. Koňakov)

Gmina katastralna Czeski Cieszyn ma powierzchnię 738,91 ha, co stanowi jedynie 21,9% powierzchni całej gminy. W 2001 roku na jej obszarze żyły 22 347 osoby (84,6% populacji, gęstość 3024,4 os./km²). Obejmuje ona dawne lewobrzeżne przedmieścia Cieszyna: Brandys (cz. Brandýs), Kamieniec (cz. Kamenec) i Saska Kępa (cz. Saská kupa), a także Sibicę (cz. Svibice), do 1920 roku siedzibę niezależnej gminy, którą włączono w granice administracyjne Czeskiego Cieszyna w 1947 roku. Położona jest w południowej części gminy katastralnej i na jej obszarze znajduje się największe w mieście osiedle bloków z wielkiej płyty.

## Demografia
W latach 1869–2001:
| Rok             | 1869 | 1880 | 1890 | 1900 | 1910 | 1921  | 1930  | 1950  | 1961  | 1970  | 1980  | 1991  | 2001  |
| --------------- | ---- | ---- | ---- | ---- | ---- | ----- | ----- | ----- | ----- | ----- | ----- | ----- | ----- |
| Liczba ludności | 2277 | 3908 | 4903 | 6902 | 8896 | 10366 | 13095 | 12985 | 14435 | 18549 | 22155 | 27721 | 26429 |

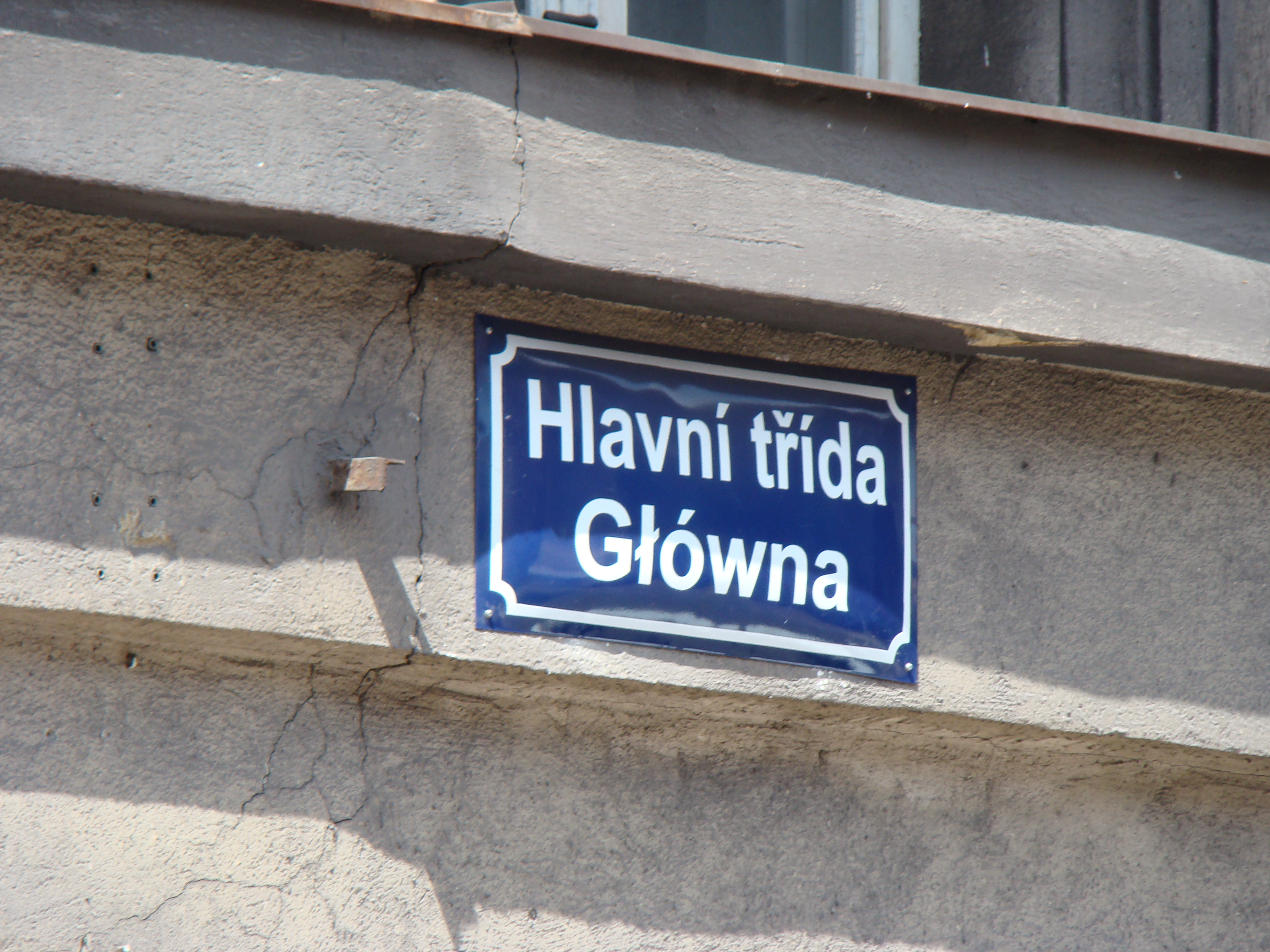
Czeska i polska nazwa jednej z ulic w mieście

Według czeskiego spisu powszechnego z 2001 roku w Czeskim Cieszynie mieszkało 26 429 osób, z czego 19 716 (74,6%) było narodowości czeskiej, 4257 (16,1%) polskiej, 1155 (4,4%) słowackiej, 219 (0,8%) morawskiej, 69 (0,3%) niemieckiej, 23 wietnamskiej, 22 romskiej i 5 ukraińskiej oraz 390 (1,5%) grupy etnicznej śląskiej. Osób wierzących było 14 860 (56,2% populacji), z czego 8916 było wiernymi Kościoła katolickiego (60% osób wierzących), 737 wiernymi Ewangelickiego Kościoła Czeskobraterskiego, 356 było Świadkami Jehowy zaś 51 deklarowało się jako wierni Czechosłowackiego Kościoła Husyckiego.

## Historia
Czeski Cieszyn powstał 28 lipca 1920 roku w wyniku ustalonego przez Radę Ambasadorów na międzynarodowej konferencji w belgijskim mieście Spa podziału ziem będącego przedmiotem czechosłowacko-polskiego konfliktu Śląska Cieszyńskiego pomiędzy Czechosłowację i Polskę. Utworzona wtedy granica przebiegała przez miasto Cieszyn wzdłuż przepływającej przez nie rzeki Olzy, dzieląc miasto na dwie części: czechosłowacką, lewobrzeżną i polską, prawobrzeżną. Wcześniej obszar obecnego Czeskiego Cieszyna stanowił przedmieścia Cieszyna, położone na zachód od Olzy za tzw. Bramą Wodną i Długim Mostem, o rozproszonej zabudowie i rządzone na prawie książęcym (kameralnym). Najstarszym z nich był Brandys (cz. Brandýs, niem. Brandeis). W pierwszej połowie XVIII wieku obszar Brandysa położony najbliżej zamku książęcego zaczęto nazywać Kamieńcem (cz. Kamenec, niem. Steinplatz). W 1794 roku na zlecenie księcia Alberta Sasko-Cieszyńskiego na Kamieńcu założono nowe przedmieście kameralne o nazwie Saska Kępa (cz. Saská kupa, niem. Sachsenberg), na którym wzdłuż drogi od mostu założono 32 warsztaty sukiennicze. W połowie XIX wieku poprowadzono tu Kolej Koszycko-Bogumińską, później także Kolej Miast Morawsko-Śląskich z Frydku przez Cieszyn do Bileska, a dalej do Kalwarii. 1 lutego 1869 roku oddano do użytku okazały dworzec kolejowy, który do 1920 roku był głównym dworcem miasta Cieszyna. W 1911 roku do dworca poprowadzono linię tramwajową, biegnącą z historycznej części miasta.
Według austriackiego spisu ludności z 1900 roku Brandys, Kamieniec oraz Saska Kępa miały razem 5044 mieszkańców (27,1% populacji Cieszyna) zamieszkałych w 269 budynkach (27,5% budynków w mieście). Natomiast według spisu z 1910 roku Brandys, Kamieniec i Saska Kępa miały łączną powierzchnię 265 hektarów (39,6% powierzchni Cieszyna) zamieszkiwanych przez 6837 osób (30,4% populacji Cieszyna) w 380 budynkach (30,9% budynków w mieście), co dawało gęstość zaludnienia równą 2580 os./km², z czego 6524 było zameldowanych na stałe. 4167 (60,9%) osób posługiwało się językiem niemieckim, 2195 (32,1%) polskim, 160 (2,3%) czeskim, zaś 2 osoby innym językiem. 4431 (64,8%) osób było z wyznania katolikami, 1678 (24,5%) ewangelikami, 19 (0,3%) kalwinistami, 700 (10,2%) wyznawcami judaizmu, a 9 osób było innego wyznania.
Podział miasta spowodował spadek znaczenia Cieszyna w regionie i zahamowanie jego rozwoju. Polska część miasta utraciła ważne połączenie kolejowe, centralę wodociągową, gazownię i wiele zakładów przemysłowych, natomiast część czeska (czechosłowacka) została odcięta od starego miasta z rynkiem, teatrem, elektrownią, budynkami urzędowymi i szkołami. Nowa sytuacja geopolityczna w mieście spowodowała odcięcie pozostałych po polskiej stronie pracowników od miejsc pracy w przemyśle ulokowanym teraz w Czechosłowacji oraz odcięcie pracowników pozostałych po stronie czechosłowackiej od miejsc pracy w oświacie, kulturze i urzędach, co potęgowało trudności. Polski Cieszyn został pozbawiony połączenia transportowego z resztą kraju i uległ faktycznemu zepchnięciu na jego peryferia, gdyż jego główna siła napędowa jaką był przemysł znalazła się za granicą. W ciągu kilku lat Cieszyn stał się miastem emerytów i rencistów, zdegradowanym do roli „niedoszłego letniska”.
Czechosłowacki spis ludności przeprowadzony w Czeskim Cieszynie kilka miesięcy po podziale Śląska Cieszyńskiego z 1920 roku przedstawiał diametralnie odmienne zestawienie narodowościowe niż to miało miejsce przed objęciem w jurysdykcję tego obszaru przez władze czeskie, spośród 8068 mieszkańców zamieszkałych w 420 domach, Niemców miało być 3406, Czechów 2427, Żydów 674, a Polaków 526. Przeprowadzony w 1931 roku spis powszechny wykazał 9746 osób, w tym: 4420 Czechów (45,4%), 3269 Niemców (33,6%), 1446 Polaków (15,0%), 560 Żydów (5,7%) i 31 pozostałych (0,3%).

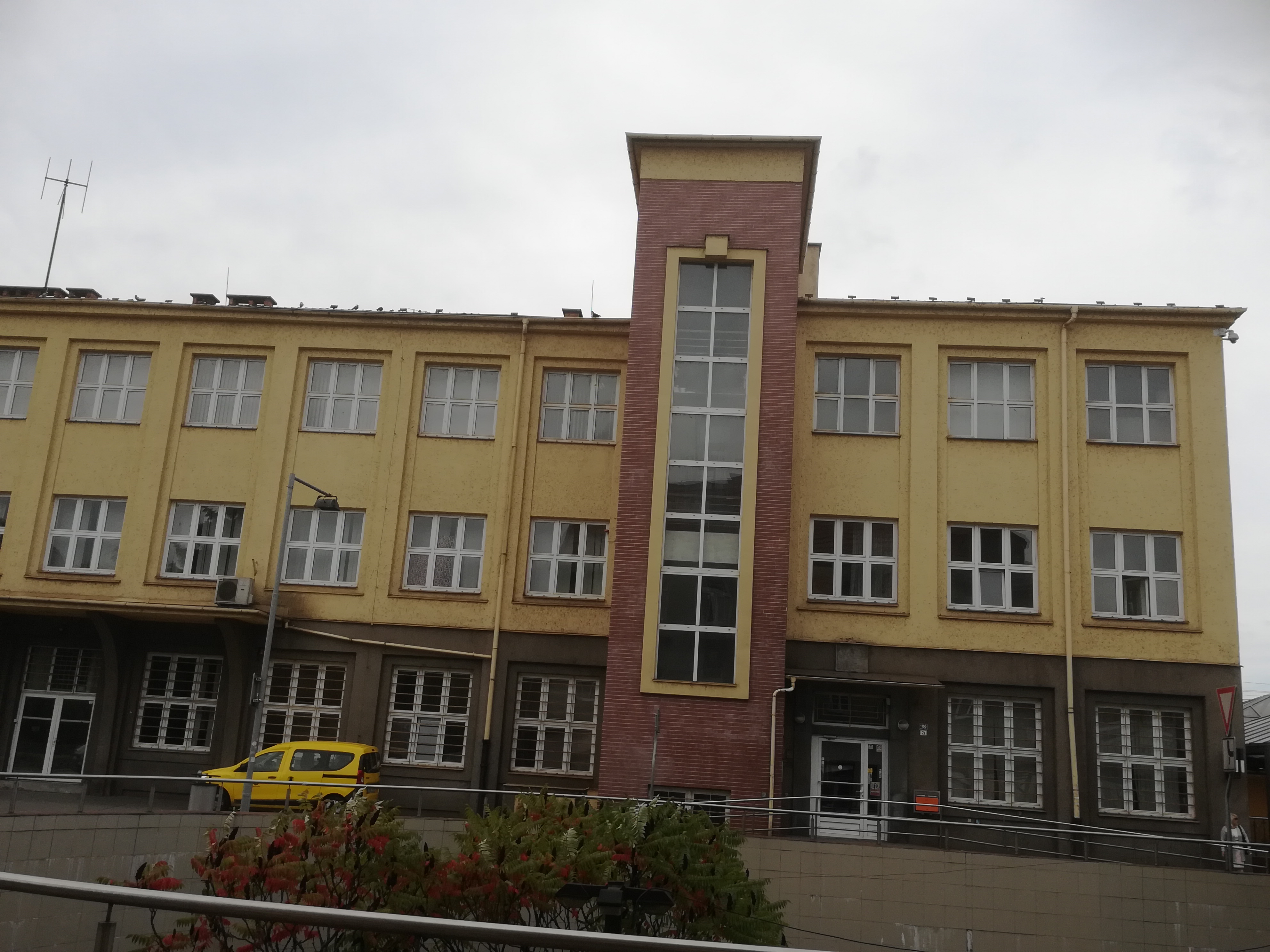
Budynek Urzędu Pocztowego

W nowo powstałym czechosłowackim mieście, poza stacją kolejową i gazownią nie było żadnych ważnych dla miasta obiektów, tj. budynki administracji państwowej i lokalnej, placówki miejskie, szkoły czy budynki mieszkalne. Sprzyjające warunki komunikacyjne pozwoliły na zapoczątkowanie procesu rozbudowy dotychczasowego obszaru podmiejskiego w nowe, funkcjonalne miasto. W 1922 roku rząd Czechosłowacji udzielił miastu pożyczki w wysokości 15 milionów koron na rozbudowę miasta. Do przygotowania projektu „nowego Czeskiego Cieszyna” w 1927 roku zaangażowano morawskiego architekta i urbanistę Emila Leo. W dość krótkim czasie na dawnej Saskiej Kępie (między Olzą, a dworcem kolejowym), do istniejących budynków zbudowanych w stylu eklektycznym i secesyjnym dobudowano wiele nowych modernistycznych – od klasycyzujących po funkcjonalistyczne. Oprócz budynków miejskich instytucji tj. ratusz (wybudowany w 1928 roku według projektu ostrawskiego architekta Wilhelma Richtera) czy Urząd Pocztowy (wybudowany w 1931 roku według projektu Josefa Zadražila z Pragi) powstały prywatne i spółdzielcze budynki mieszkalne, budynki gospodarcze, szpital, cmentarz, kościoły (jeden katolicki i trzy protestanckie), synagoga, rzeźnia, szkoły, sklepy, hotele oraz banki (m.in. budynek Banku Niemieckich Kas Oszczędności zbudowany w latach 1929–1930 przez cieszyńskiego architekta Eugena Fuldę). Rozrostowi uległa ponadto infrastruktura handlowa i gastronomiczna. W 1930 roku w mieście działało 20 firm budowlanych. W 1933 roku przy ratuszu utworzono nowy miejski rynek. Dla powstania, jak i rozwoju nowego miasta w okresie międzywojennym spore zasługi miał Józef Kożdoń, przywódca śląskich separatystów tzw. „Ślązakowców”, który w przeprowadzonych w 1923 roku pierwszych wyborach komunalnych głosami Niemców, Ślązaków i Polaków (w proporcjach 15, 5 i 2, przeciw 13 głosom czeskim) został wybrany burmistrzem. Sukcesy związane z rozbudową Czeskiego Cieszyna spowodowały, że Kożdoń był wybierany na burmistrza w 1927 i w 1931 roku, a także – po raz czwarty i ostatni – we wrześniu 1938 roku.

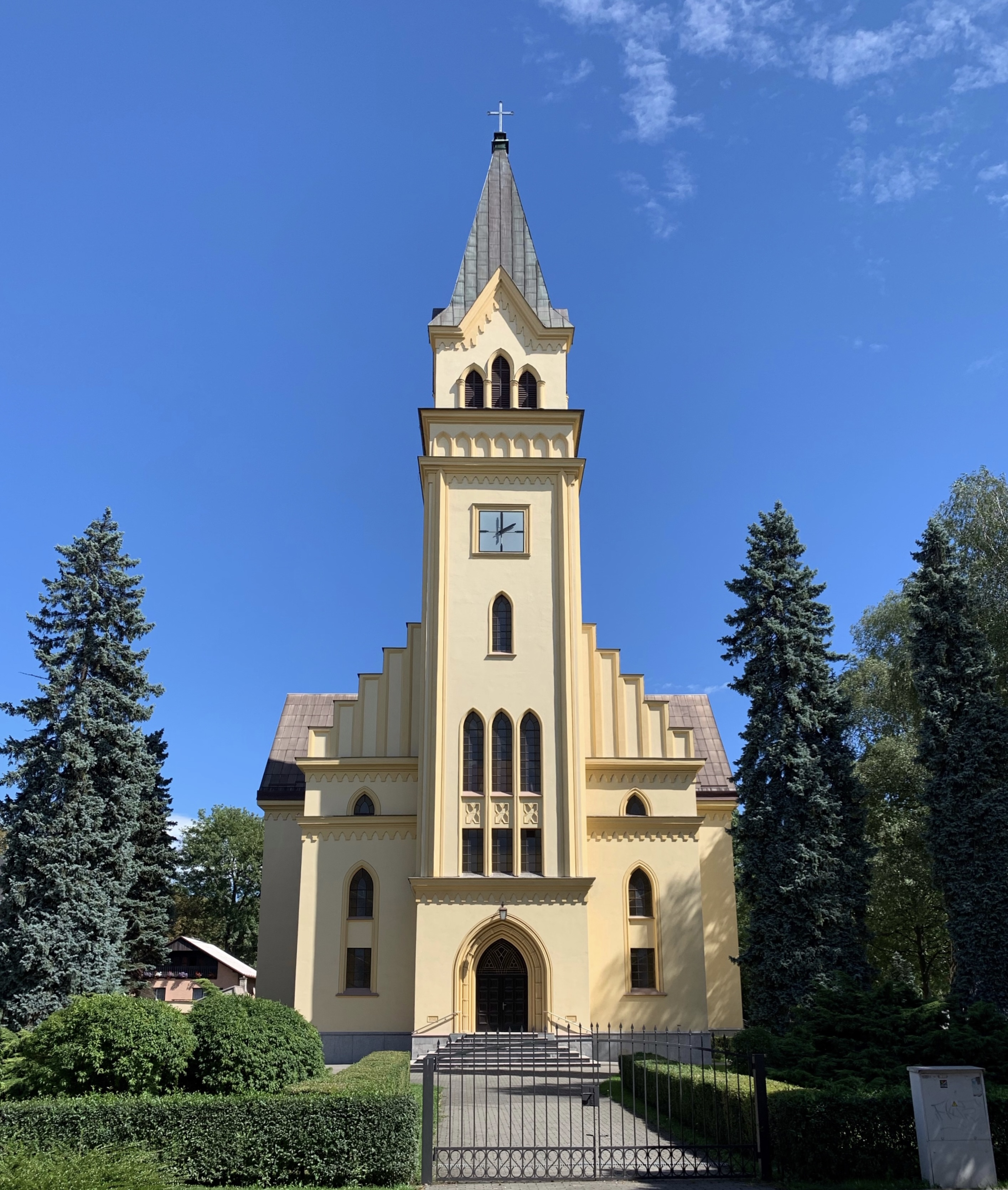
Kościół ewangelicki „Na Niwach” w Czeskim Cieszynie

Miejscowi katolicy zorganizowali w 1921 roku własną parafię Boskiego Serca Pana przy kościele jezuickim, oficjalnie erygowaną w 1934 roku. Wśród ewangelików doszło do rozdźwięku. Propolska część chciała przyłączyć się do Kościoła Ewangelickiego Augsburskiego Wyznania na Śląsku Wschodnim w Czechosłowacji, natomiast „Ślązakowcy” i miejscowi Niemcy chcieli przyłączyć się do Niemieckiego Kościoła Ewangelickiego w Czechach, na Morawach i na Śląsku. Konflikt rozgorzał podczas zgromadzenia zborowego w 1923 roku na którym wybrano pastora Pawła Zahradnika z Kojkowic. Odtąd zarządzany przez niego zbór miał charakter niemiecki i w 1927 roku wybudował własny kościół zwany kościołem „Na Rozwoju”. Polski zbór w 1926 roku powołał własnego pastora Józefa Bergera, który formalnie został uznany w 1928 roku. Własny kościół nazywany kościołem „Na Niwach” projektu architekta Eduarda Davida wybudowano w latach 1931–1932. W mieście powstał również niewielki zbór Ewangelickiego Kościoła Czeskobraterskiego, który w latach 1928–1929 również wybudował własny kościół na ulicy Frydeckiej.

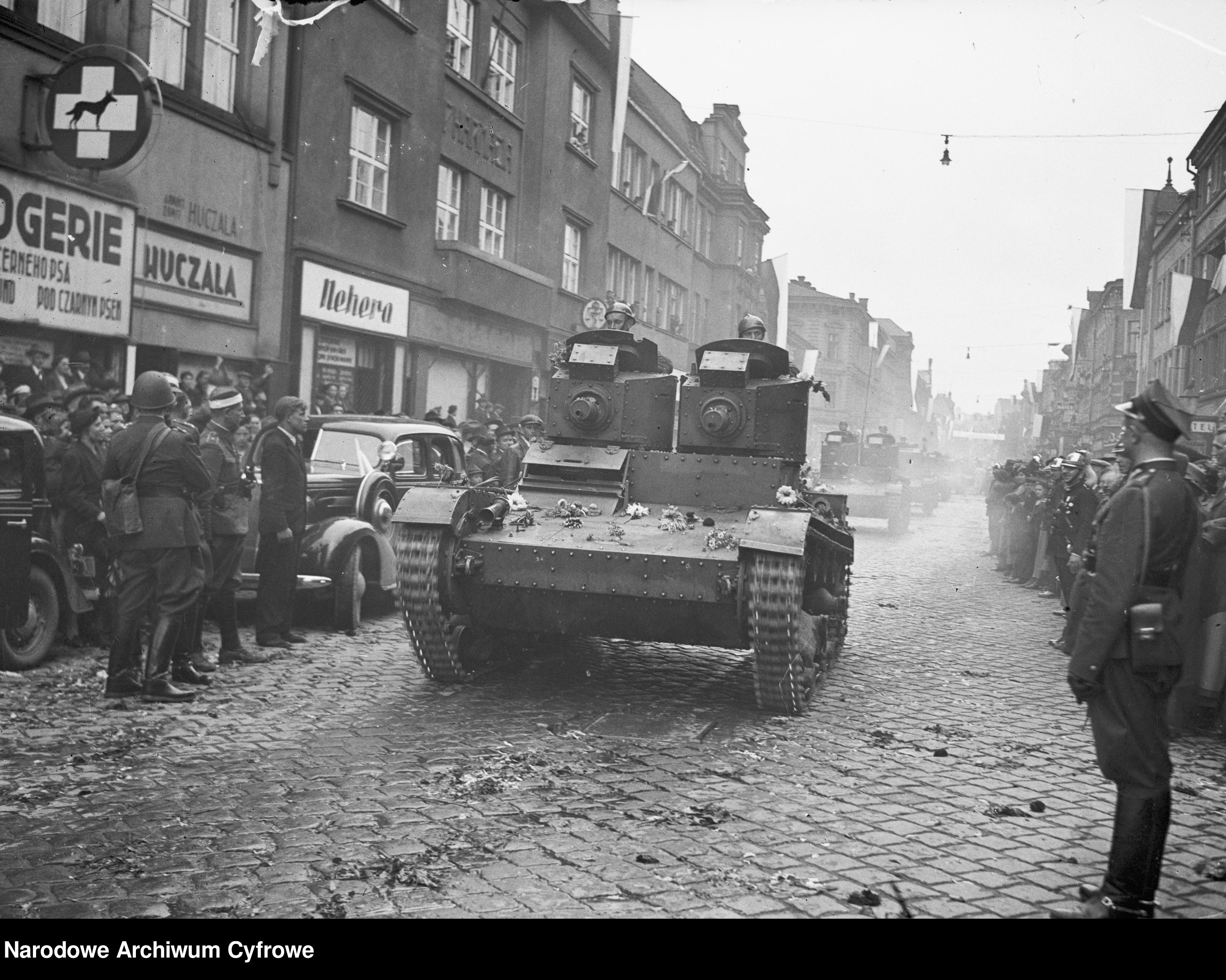
Defilada polskich czołgów 7TP w Czeskim Cieszynie po zajęciu Zaolzia przez Polskę

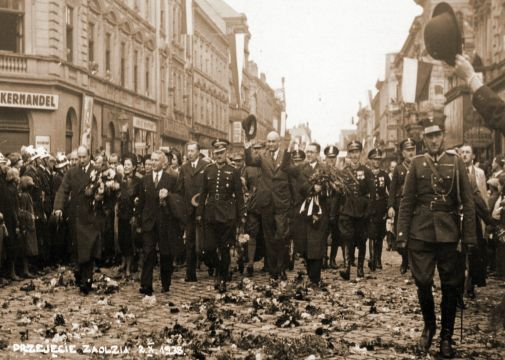
Polacy z Czeskiego Cieszyna witający polskich żołnierzy podczas zajęcia Zaolzia w 1938 roku

2 października 1938 roku Czeski Cieszyn wraz z resztą tzw. Zaolzia został pokojowo zajęty przez Polskę w następstwie zawarcia układu monachijskiego i włączony do miasta Cieszyna jako Cieszyn Zachodni. Nowa polska administracja za swoje naczelne zadanie uznała szybką repolonizację zarówno Cieszyna Zachodniego, jak i całego Zaolzia, stwarzając wyjątkowe udogodnienia dla Niemców i Czechów chcących opuścić tereny Śląska Cieszyńskiego i samego miasta Cieszyna. W 1939 roku Cieszyn został przyłączony w całości do III Rzeszy. W okresie II wojny światowej w dzielnicy Konteszyniec działał obóz jeniecki Stalag VIII D. Po 1945 roku z inicjatywy Józefa Stalina został przywrócony ponowny podział miasta i odrębność Czeskiego Cieszyna. Obszar terytorialny Czeskiego Cieszyna został powiększony najpierw o Sibicę w 1947 roku, następnie w 1960 roku o Żuków Dolny, a w 1975 roku o Żuków Górny, Mistrzowice (w tym Mosty i Koniaków) oraz Stanisłowice. Mosty na Olzie, dzielące miasto na dwie części, stały się najważniejszym przejściem granicznym pomiędzy Polską i Czechosłowacją. W latach 80. XX wieku otwarto nowe przejście graniczne Cieszyn-Boguszowice-Chotěbuz na peryferiach miasta, które odciążyło ruch w centrum. Było ono największym przejściem granicznym pomiędzy Polską a Czechosłowacją. Od 1990 roku nawiązano ścisłą współpracę z Cieszynem na gruncie kulturalnym – jedną z pierwszych inicjatyw w tym zakresie był Międzynarodowy Festiwal Teatralny „Na granicy”, od czasu przystąpienia Czech i Polski do Unii Europejskiej noszący nazwę Międzynarodowy Festiwal Teatralny „Bez Granic”.
W momencie podziału w Czeskim Cieszynie mieszkało znacznie więcej Polaków niż Czechów, jednak w wyniku napływu ludności z głębi Czech i prowadzonej przez rząd w Pradze intensywnej polityce czechizacji polskiej ludności stanowi ona dziś tylko około 15% ogółu mieszkańców miasta. Mimo wszystko Czeski Cieszyn pozostaje jednym z najważniejszych ośrodków mniejszości polskiej w Czechach oraz siedzibą większości organizacji polskich w tym kraju. Tutaj wydawany jest ogólnoczeski dziennik „Głos – Gazeta Polaków w Republice Czeskiej” oraz miesięcznik „Zwrot”. Działają tu także placówki edukacyjne z polskim językiem nauczania: przedszkole, szkoła podstawowa i gimnazjum.

## Zabytki
Obiektami zabytkowymi w mieście są m.in.:
- Kościół Najświętszego Serca Pana Jezusa – trzynawowy kościół zbudowany w latach 1891–1894 według projektu Ludwiga Satzkego w stylu łączącym neogotyk z neoromanizmem jako kościół zakonu jezuitów. Później świątynia została przekształcona w kościół parafialny dla nowo powstałego miasta Czeskiego Cieszyna
- Kościół Opatrzności Bożej – jednonawowy, podłużny kościół zbudowany w 1863 roku w stylu łączącym późny barok z klasycyzmem
- Kapliczka wybudowana w 1848 roku
- Posąg św. Jana Nepomucena przy Masarykovych sadach/Alejach Masaryka – barokowy, wykonany z polichromowanego piaskowca posąg, stojący na masywnym cokole. Pochodzi z 1. połowy XVIII wieku i jest dziełem nieznanego autora
- Pomnik Międzynarodowej Solidarności Koalicji Antyfaszystowskiej STALAG VIII B – pomnik upamiętniający jeńców wojennych, przetrzymywanych na terenie kompleksu obozów jenieckich STALAG VIII B w latach 1941–1945. Pomnik odsłonięto w 1973 roku, a jego autorami są rzeźbiarz Štěpán Mikula i inżynier Koco Kratovský
- Willa Gottlieba i Steli Fantel – wolnostojąca willa reprezentująca tradycyjną architekturę, zbudowana w 1930 roku według projektu Karla Reinhardta i Eugena Fuldy
- Willa Fuldy – wolnostojąca, neorenesansowa willa zbudowana w 1899 roku według projektu Julia Mayredera dla Friedricha Eduarda Fuldy
- Budynek strzelnicy wybudowany w stylu neoklasycystycznym w 1882 roku, obecnie siedziba Ośrodka Kulturalno-Społecznego „Strzelnica” z galerią sztuki, klubem jazzowym i kortami tenisowymi
- Budynek gimnazjum wybudowany w stylu funkcjonalistycznym według projektu Jaroslava Fragnera w latach 30. XX wieku
- Synagoga Szomre-Szabos – wybudowana w stylu eklektyczno-neomauretańskim według projektu Eduarda Davida w 1928 roku, od 1967 roku jest siedzibą Polskiego Związku Kulturalno-Oświatowego
- Dworzec kolejowy – wybudowany w 1869 roku w stylu neorenesansowym
- cmentarze komunalny i żydowski z lat 20. XX wieku

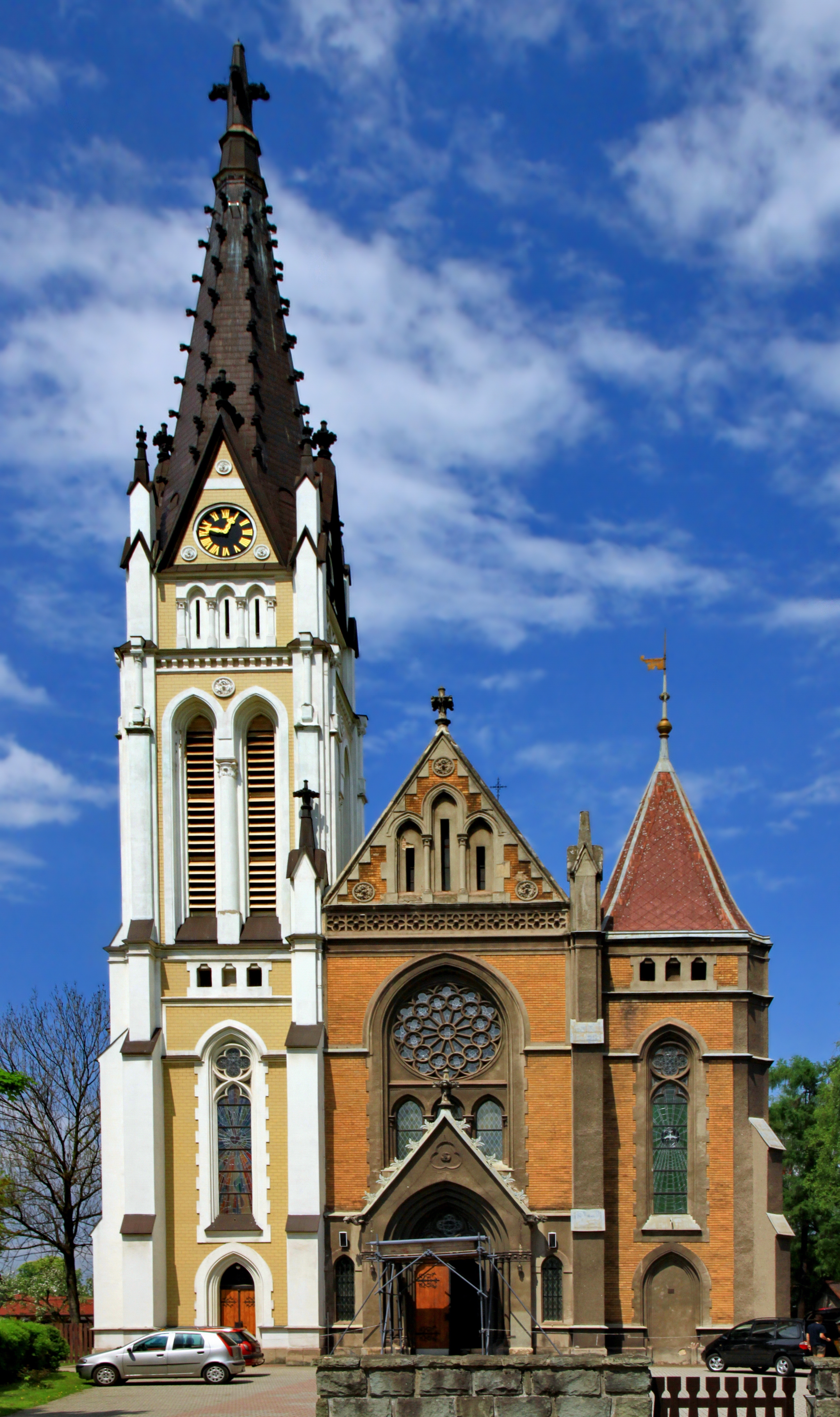
Kościół Najświętszego Serca Pana Jezusa
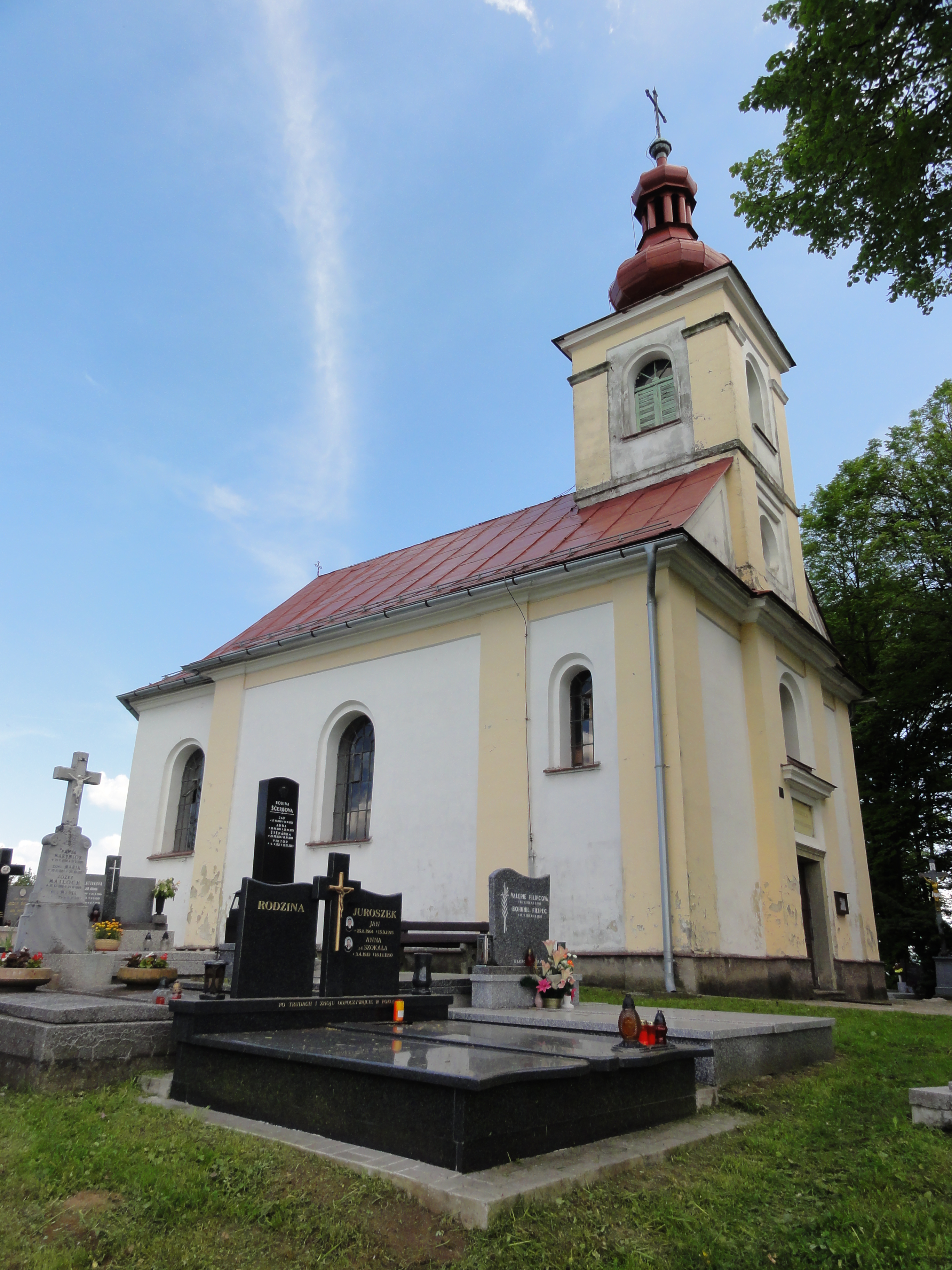
Kościół Opatrzności Bożej
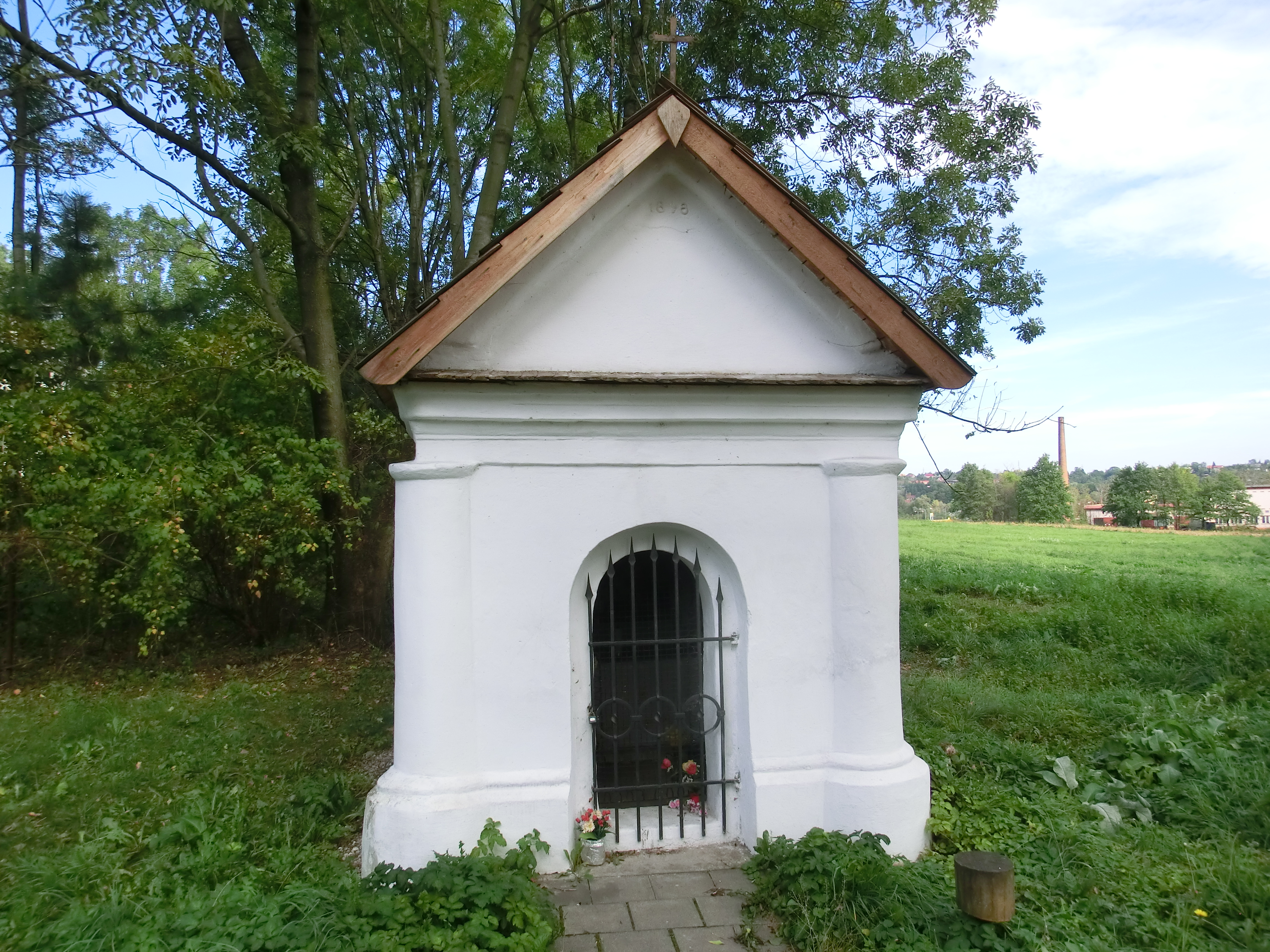
Kapliczka wybudowana w 1848 roku
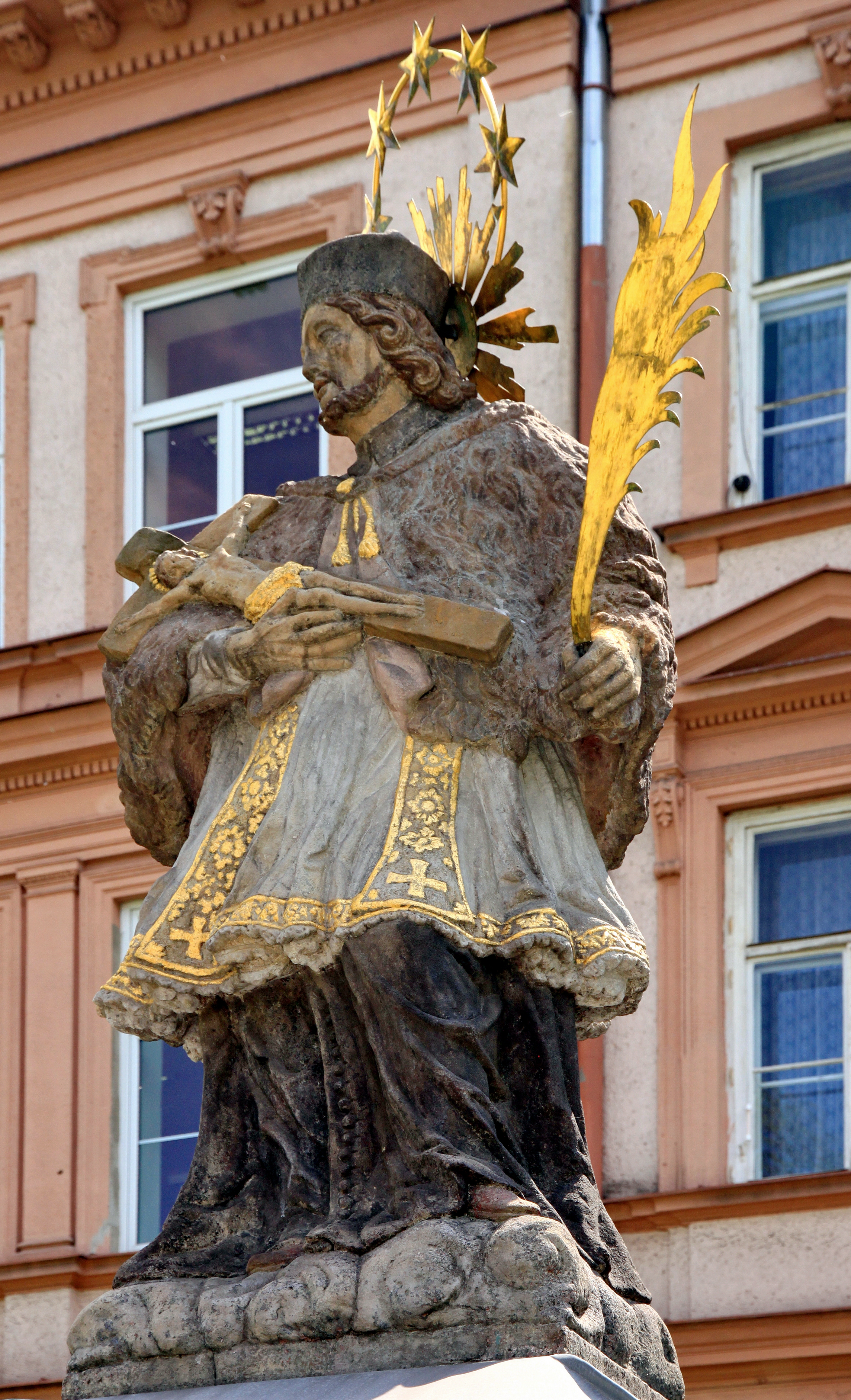
Posąg św. Jana Nepomucena przy Masarykovych sadach/Alejach Masaryka
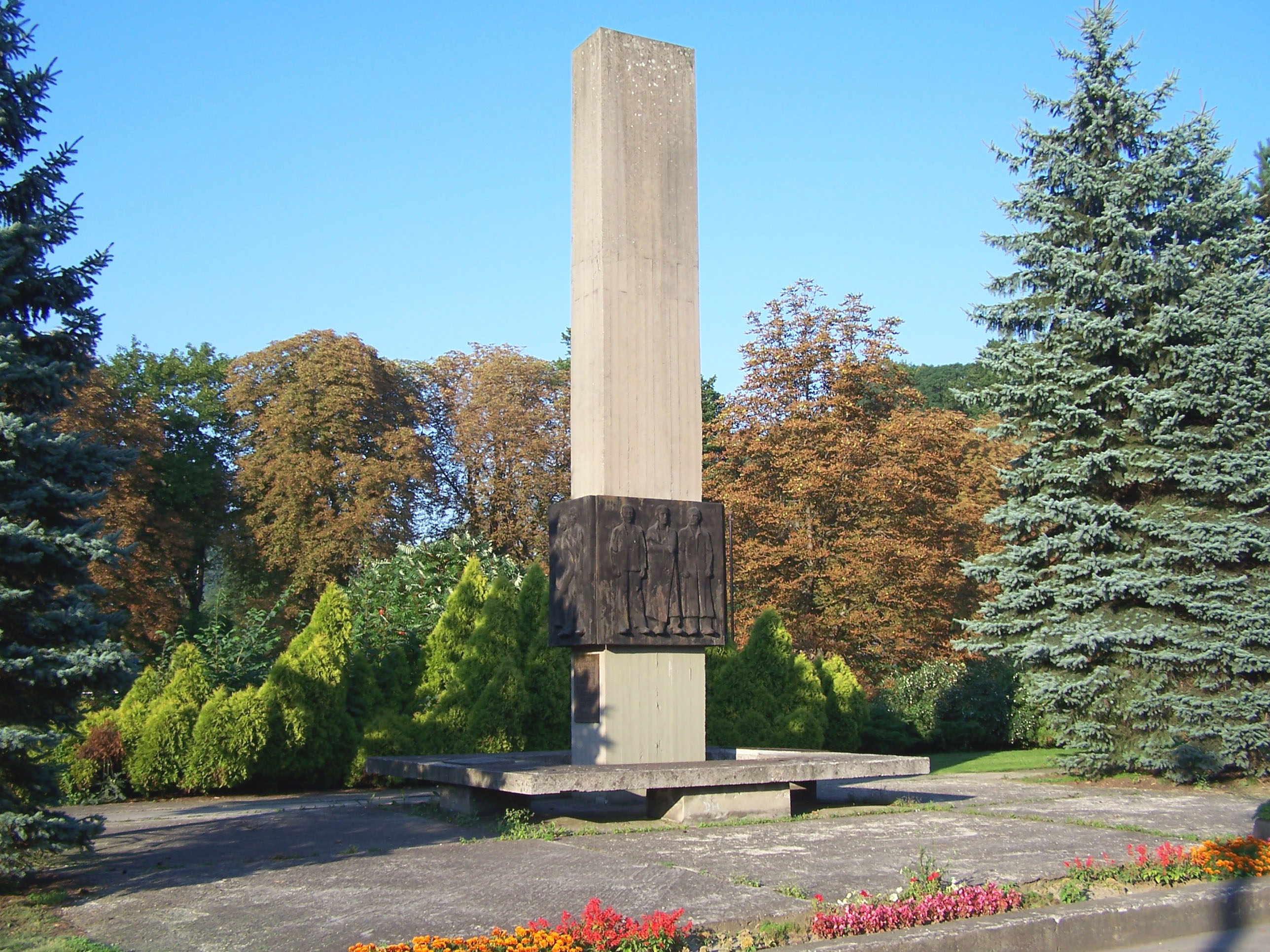
Pomnik Międzynarodowej Solidarności Koalicji Antyfaszystowskiej STALAG VIII B
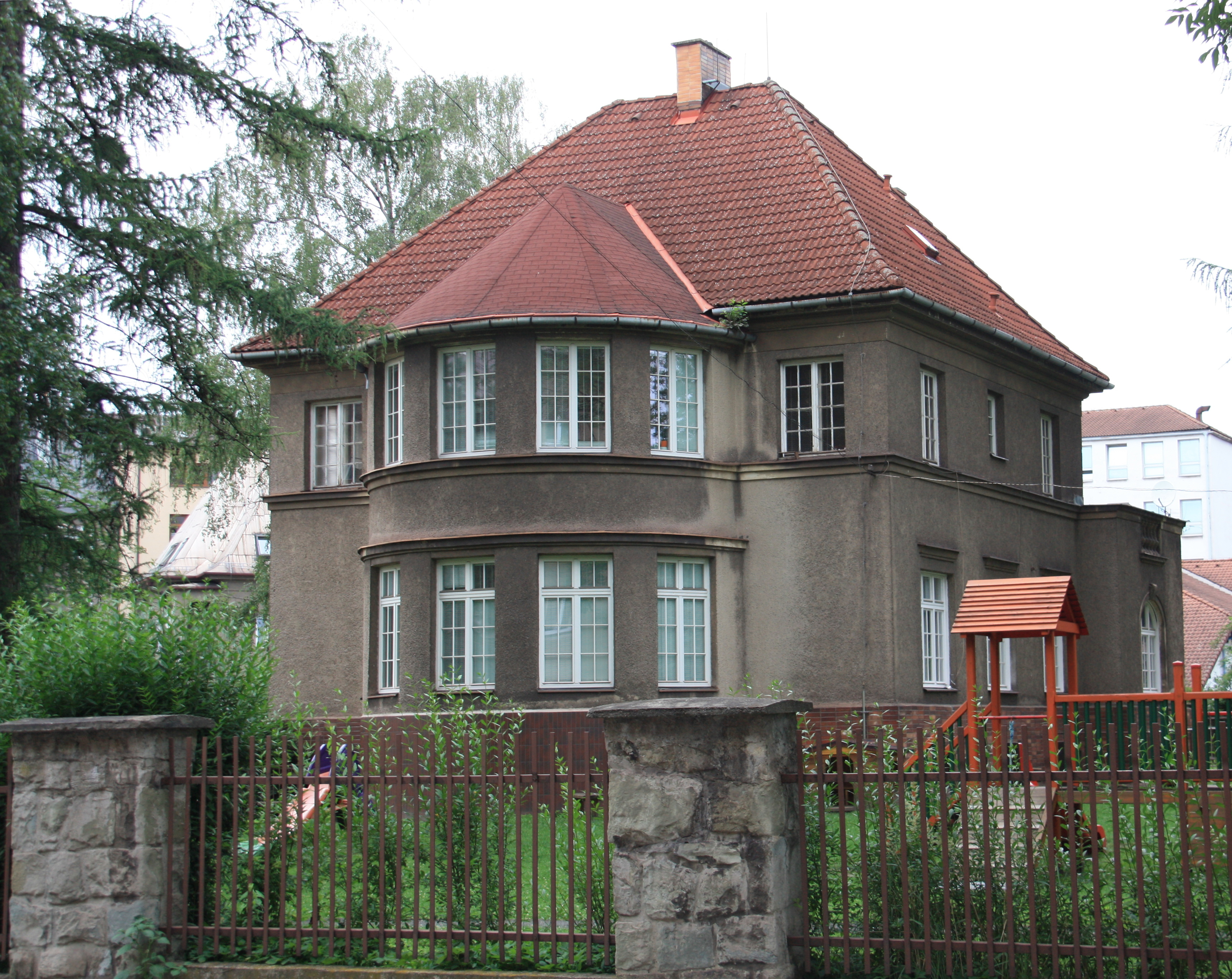
Willa Gottlieba i Steli Fantel
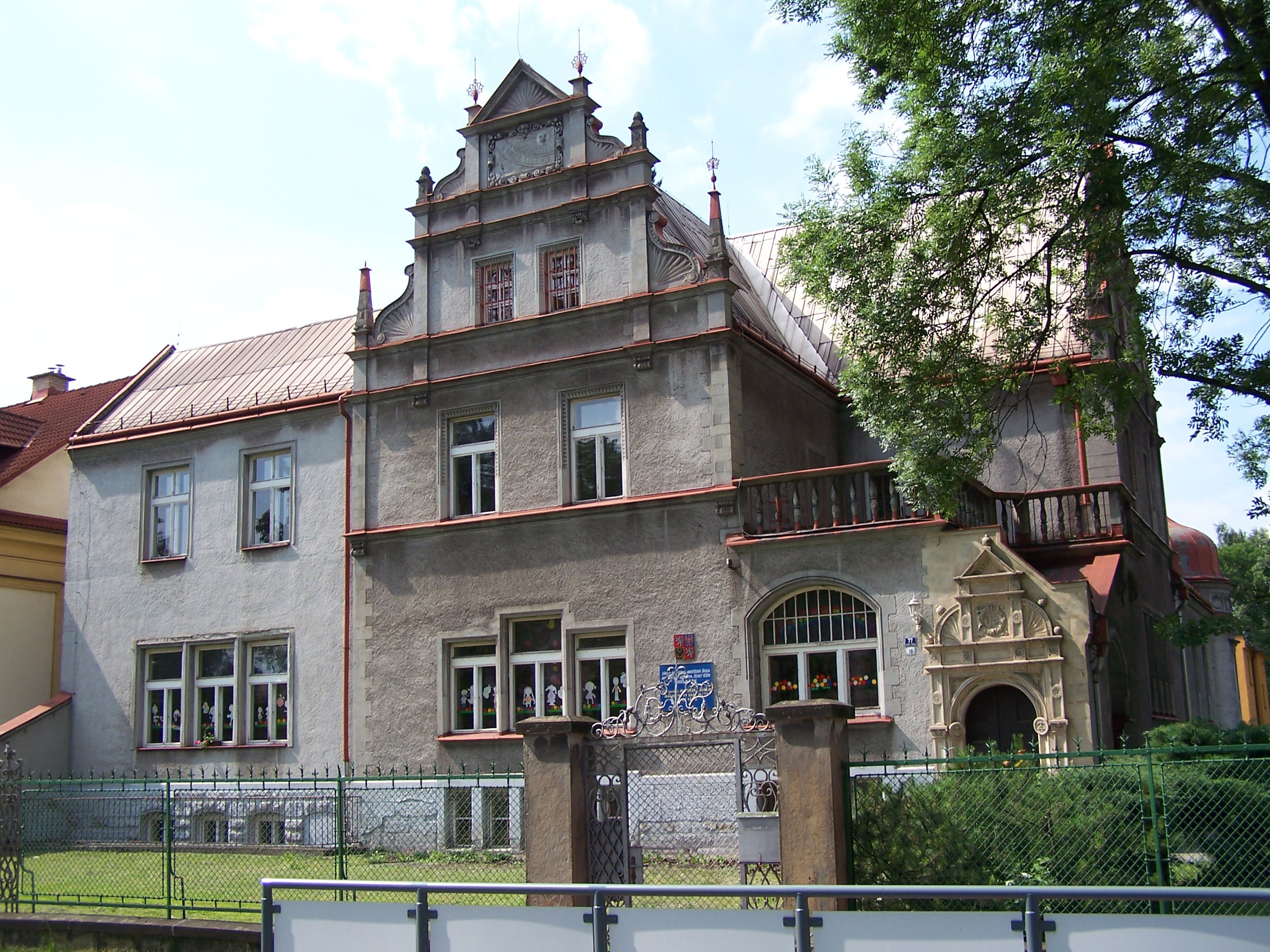
Willa Fuldy
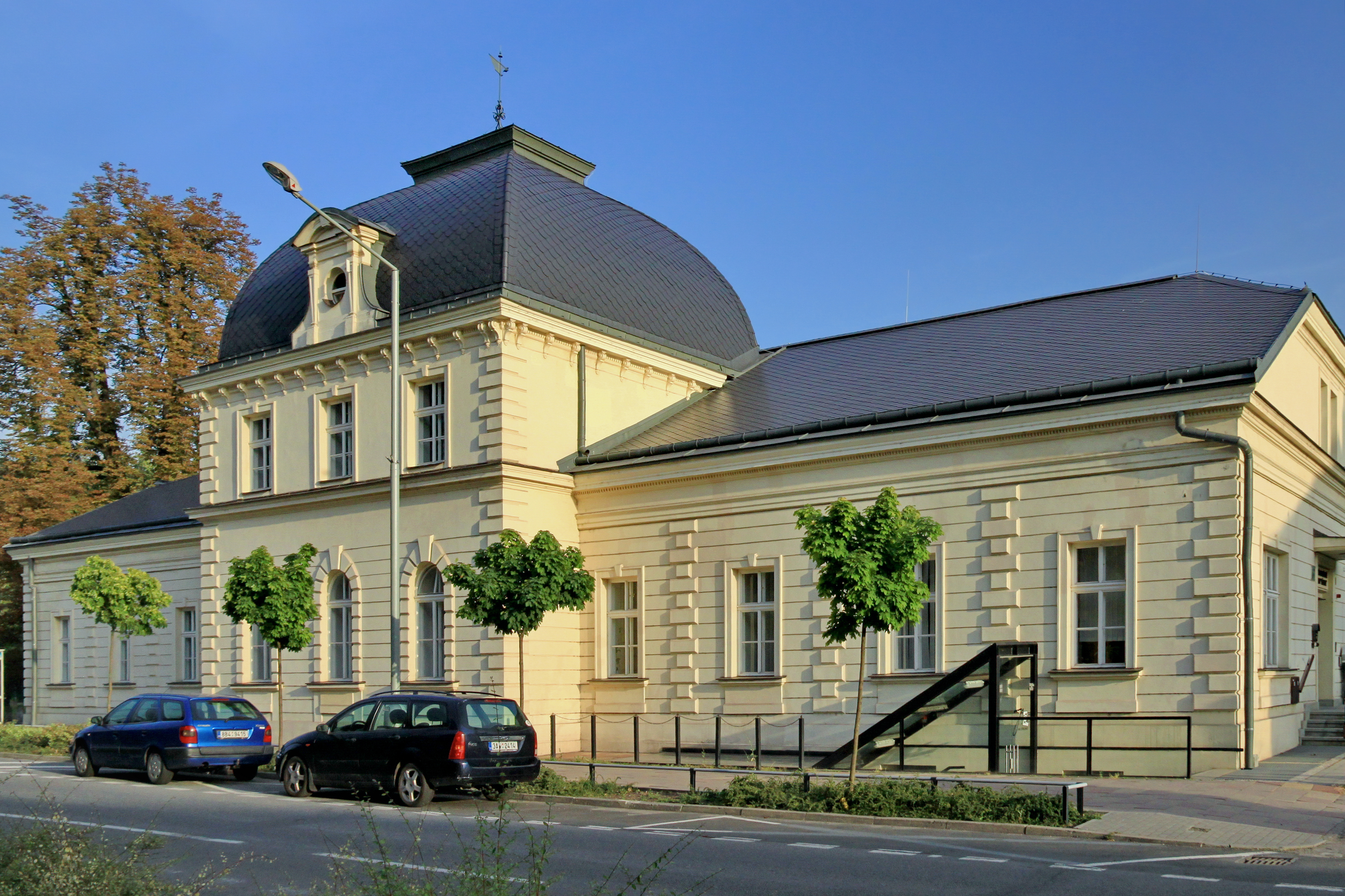
Budynek strzelnicy
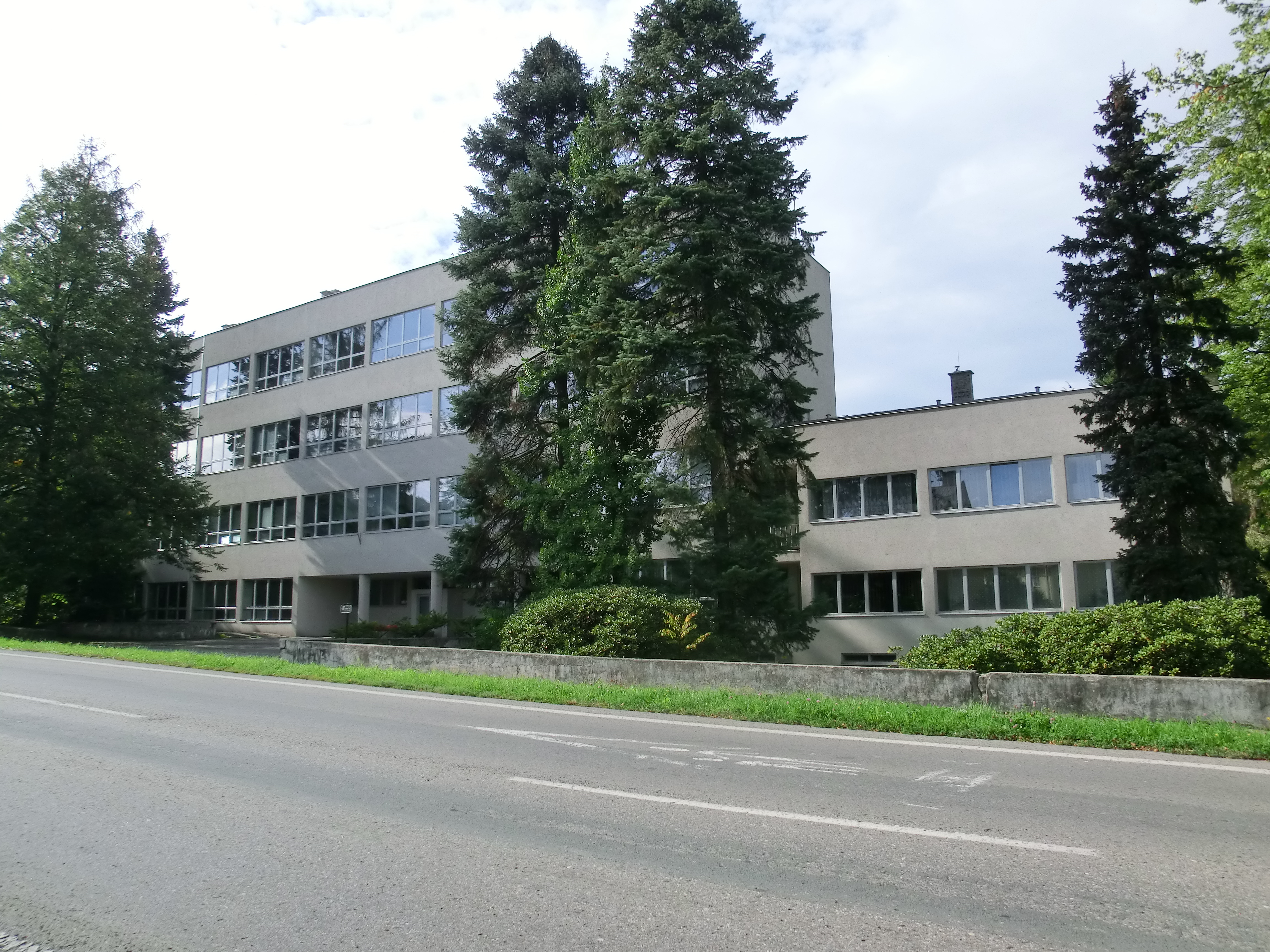
Budynek gimnazjum
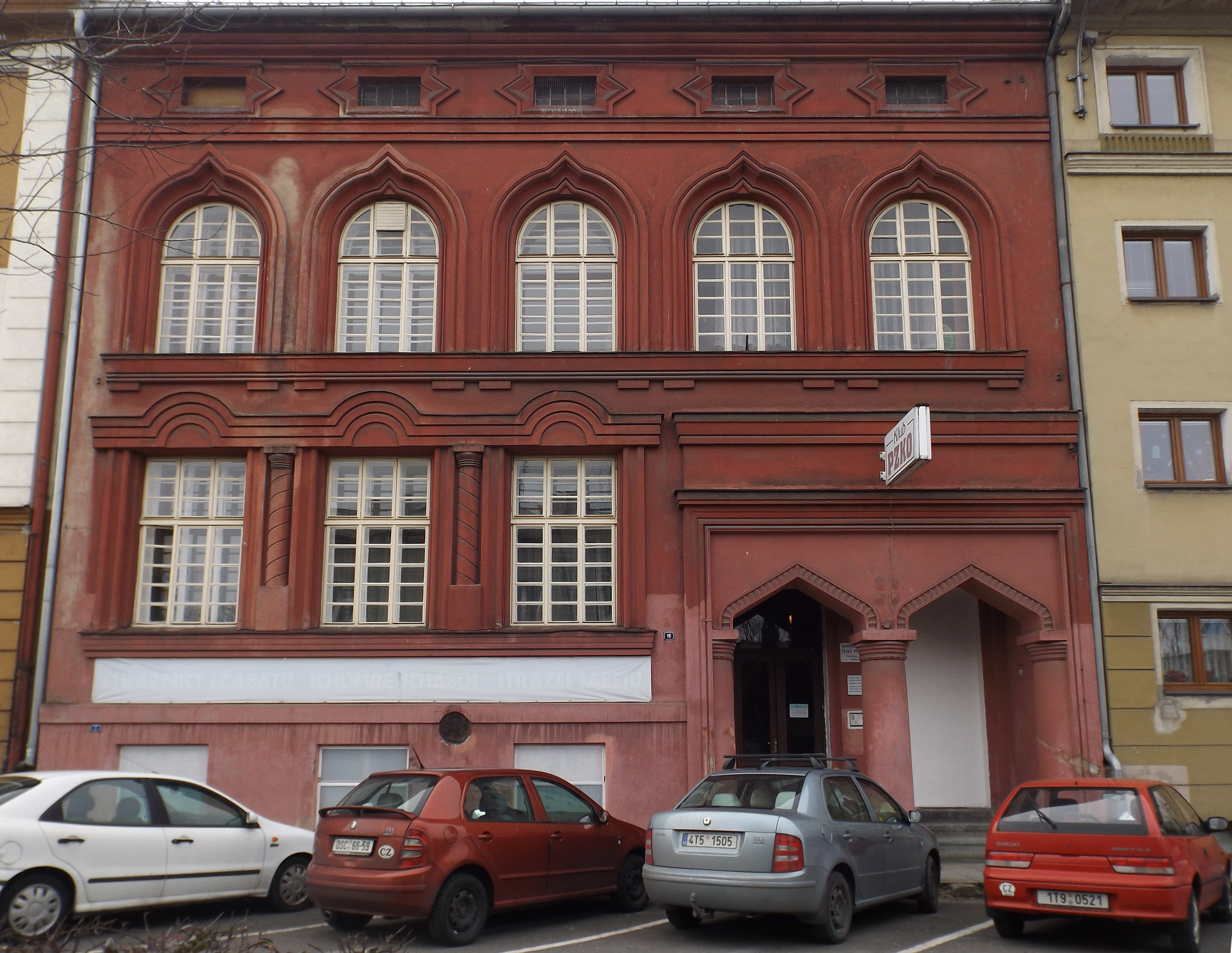
Synagoga Szomre-Szabos
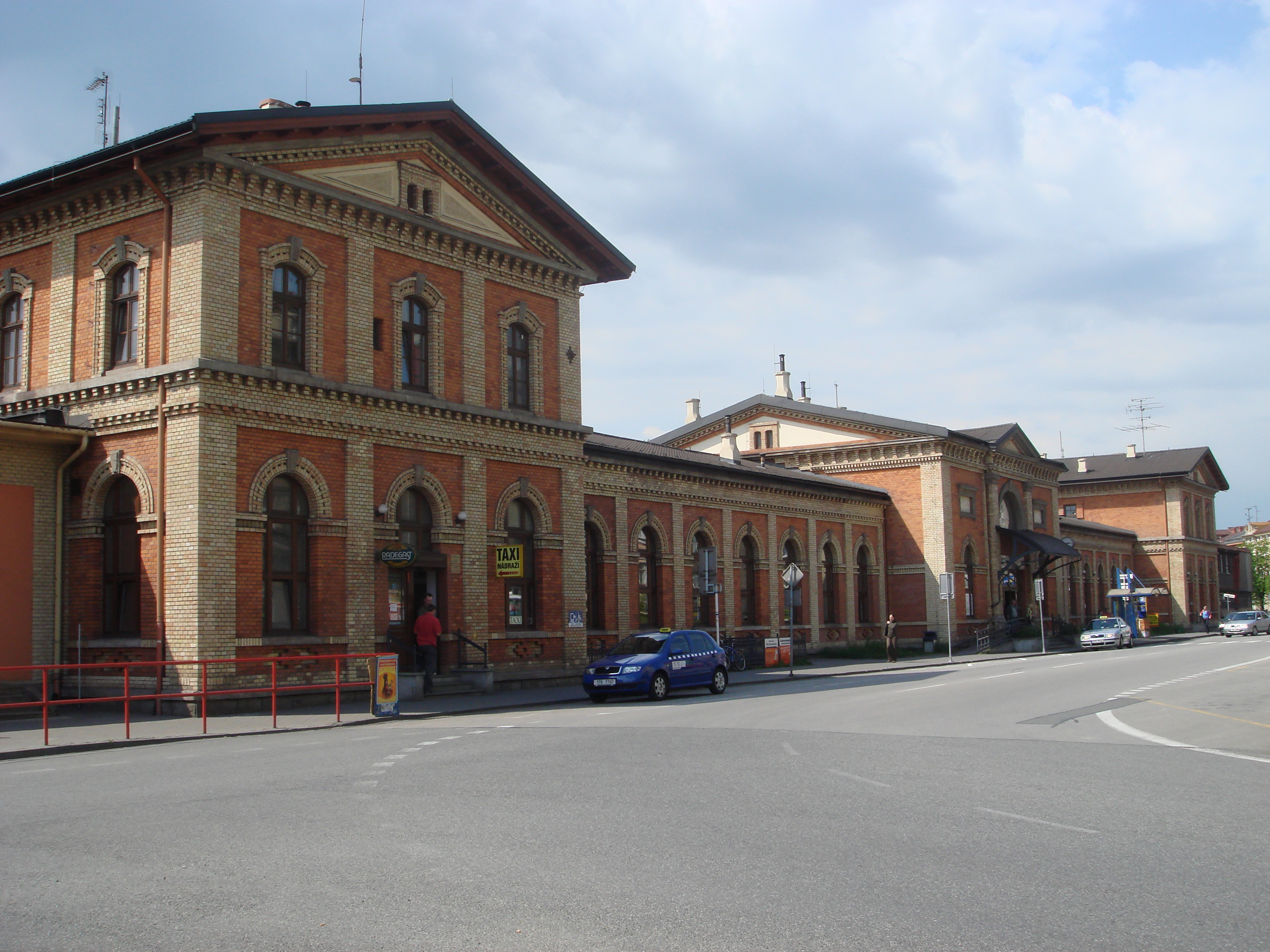
Dworzec kolejowy

## Wspólnoty wyznaniowe

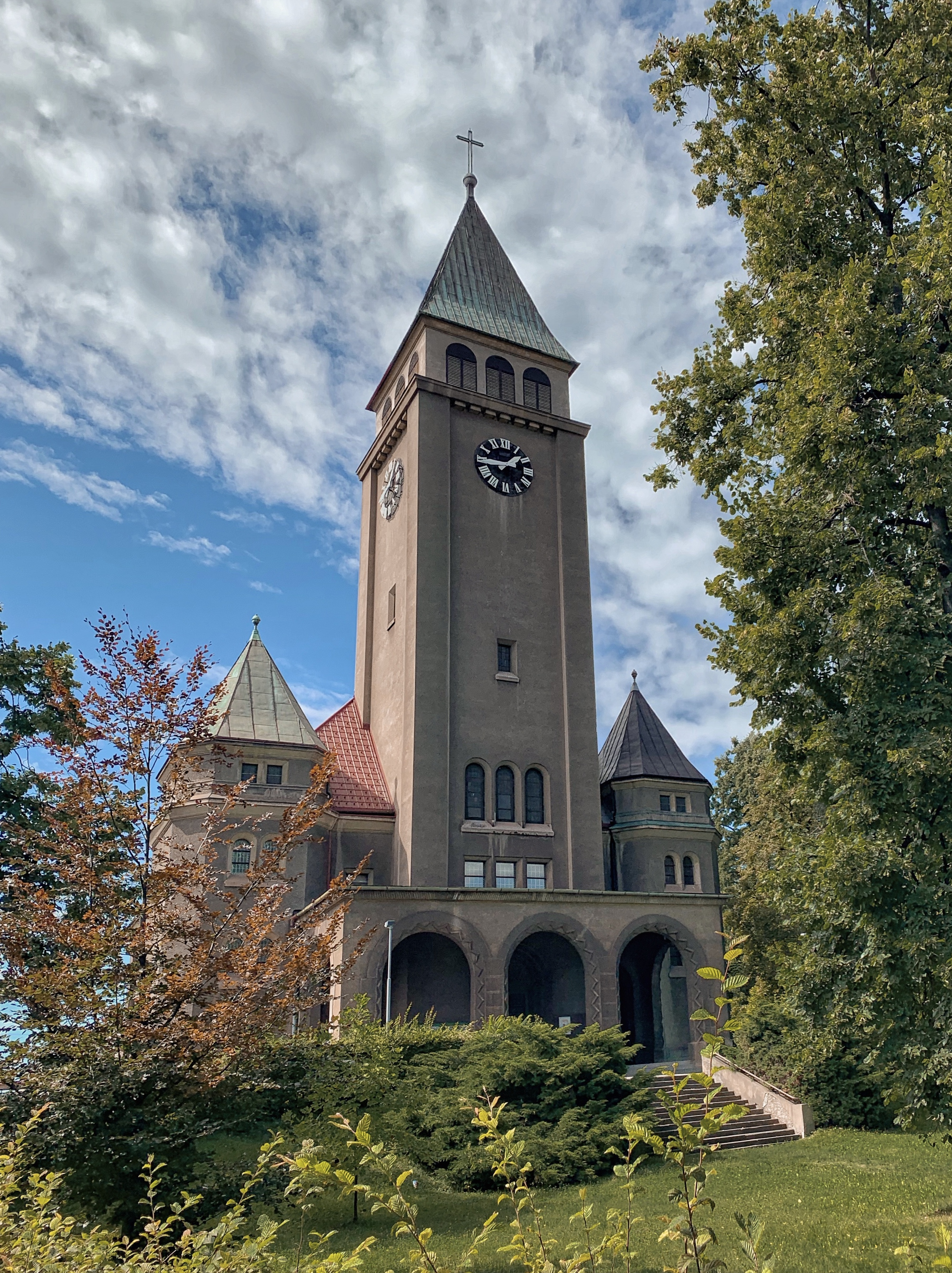
Kościół „Na Rozwoju” Ewangelickiego Kościoła Czeskobraterskiego

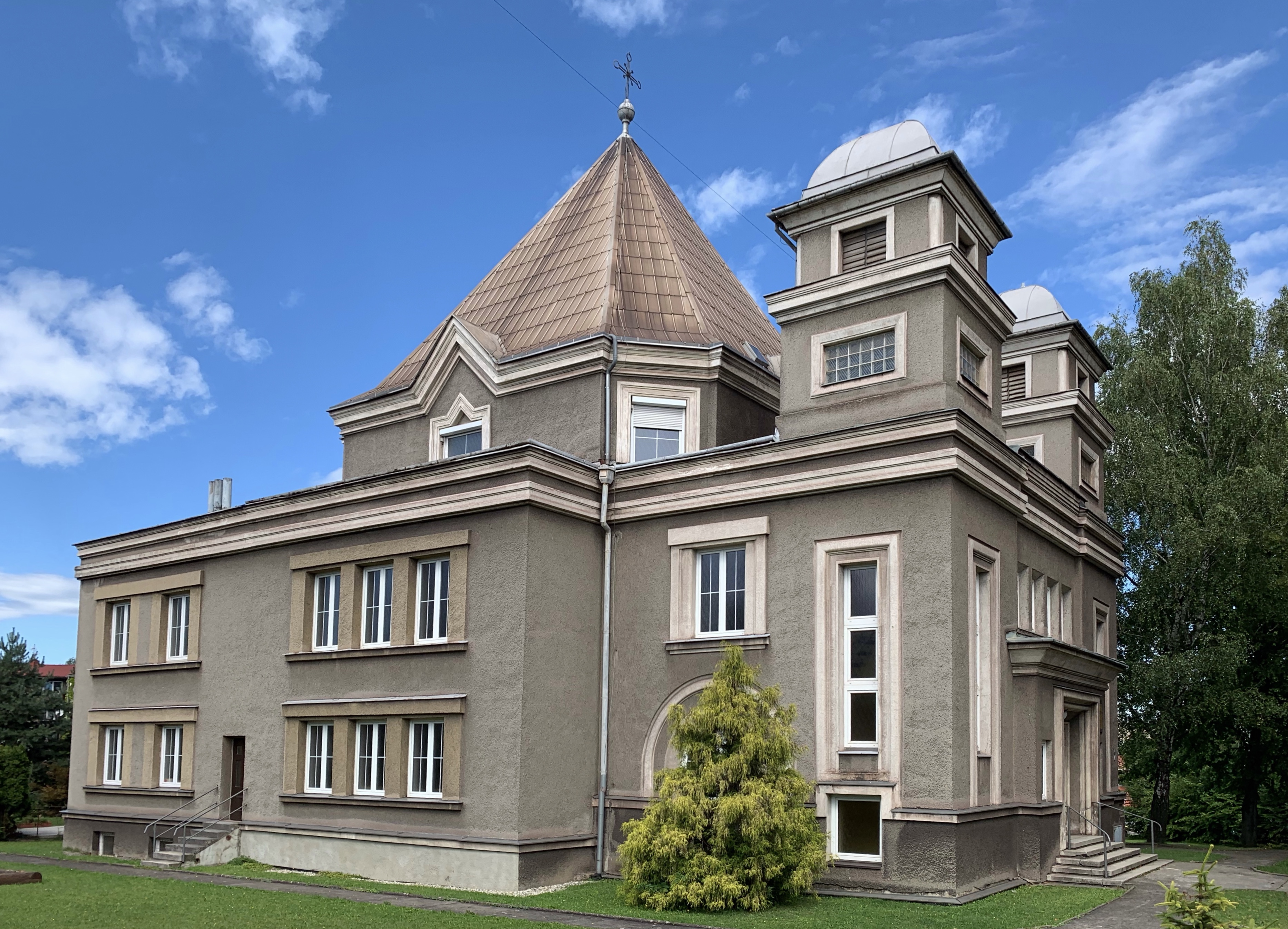
Kościół przy ul. Frydeckiej należący do zboru Kościoła Braterskiego

### Katolicyzm
- Kościół rzymskokatolicki:
  - Parafia Boskiego Serca Pana w Czeskim Cieszynie[23]
- Kościół Starokatolicki w Republice Czeskiej:
  - parafia w Czeskim Cieszynie[24]

### Protestantyzm
- Ewangelicki Kościół Czeskobraterski:
  - zbór w Czeskim Cieszynie[25]
- Kościół Adwentystów Dnia Siódmego:
  - zbór w Czeskim Cieszynie[26]
- Kościół Apostolski:
  - zbór „Agape”[27]
  - zbór „Centrum Chrześcijańskie”[27]
- Kościół Braterski:
  - zbór w Czeskim Cieszynie[28]
- Luterański Ewangelicki Kościół Augsburskiego Wyznania:
  - zbór w Czeskim Cieszynie[29]
- Śląski Kościół Ewangelicki Augsburskiego Wyznania:
  - zbór w Czeskim Cieszynie[30]
- Zbory Chrześcijańskie:
  - Zbór Chrześcijański w Czeskim Cieszynie[31][32]

### Restoracjonizm
- Świadkowie Jehowy:
  - zbór Czeski Cieszyn-Miasto[33]
  - zbór Czeski Cieszyn-Sibica[33]

## Sport

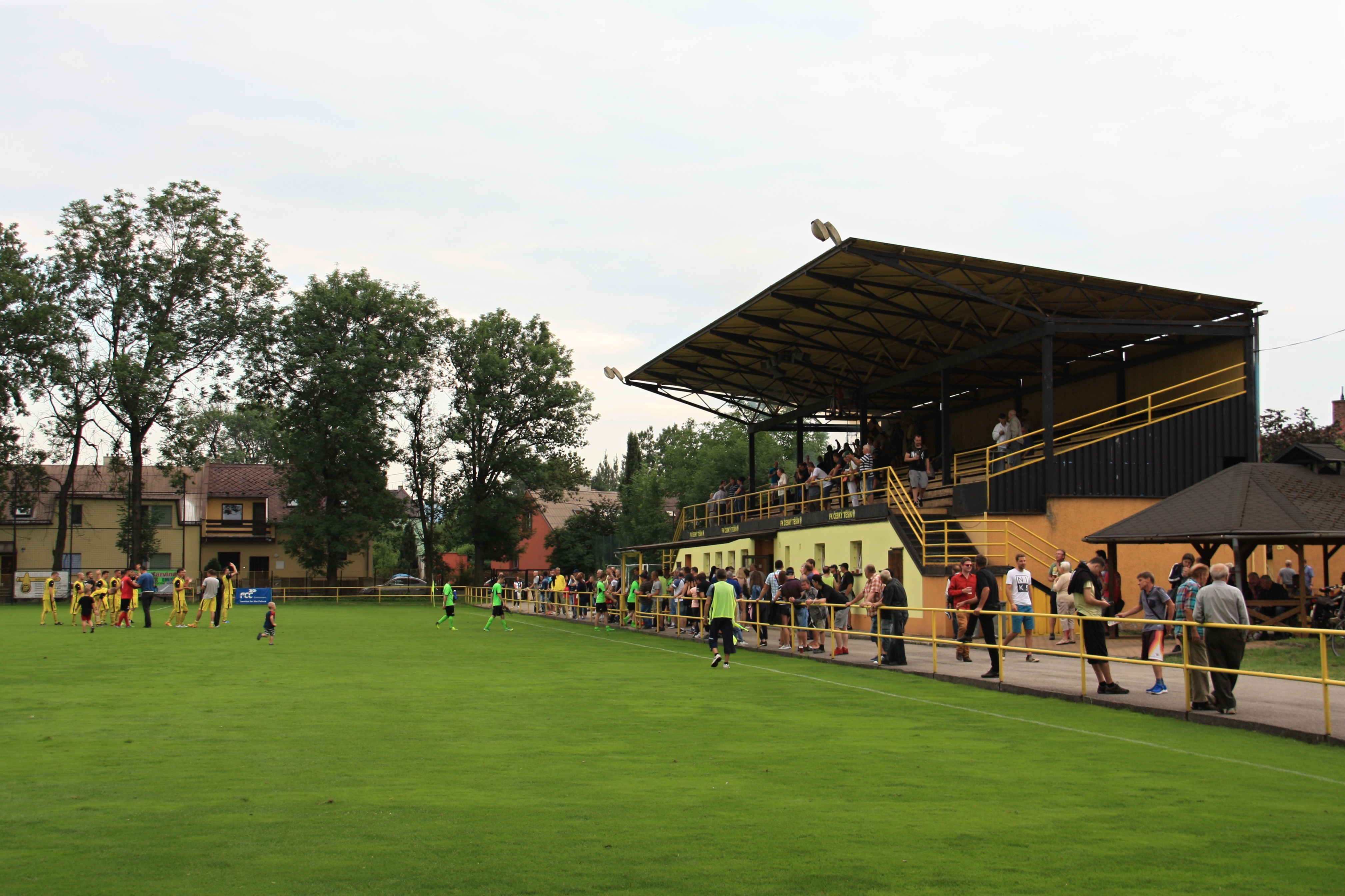
Stadion piłkarski w Czeskim Cieszynie, który jest obiektem domowym klubu FK Český Těšín

W mieście swoją siedzibę ma klub piłkarski FK Český Těšín, który został założony w 1928 roku pod nazwą Slavoj Český Těšín. Barwami klubu są kolory żółty i czarny, a obiektem domowym stadion w Czeskim Cieszynie o pojemności 500 widzów.
Od 2016 roku działa tu również klub hokeja na lodzie HC Wolves Český Těšín.
W okresie międzywojennym w Czeskim Cieszynie działał Polski Klub Sportowy Czeski Cieszyn, który w latach 1930–1934 był mistrzem Śląska Cieszyńskiego m.in. w boksie i lekkoatletyce.

## Miasta partnerskie
- Cieszyn
- Rożniawa

## Ludzie urodzeni w Czeskim Cieszynie
- Ludvik Aškenazy (1921–1986) – czesko-niemiecki pisarz i reporter
- František Vláčil (1924–1999) – czeski reżyser i scenarzysta filmowy, malarz i grafik
- Jaromír Hanzlík (1948) – czeski aktor znany z serialu Szpital na peryferiach
- Luděk Čajka (1963–1990) – czeski hokeista, reprezentant Czechosłowacji
- Przemysław Branny (1970) – polski aktor znany z filmu Śmierć jak kromka chleba
- Bogdan Trojak (1975) – polsko-czeski poeta i publicysta

## Galeria

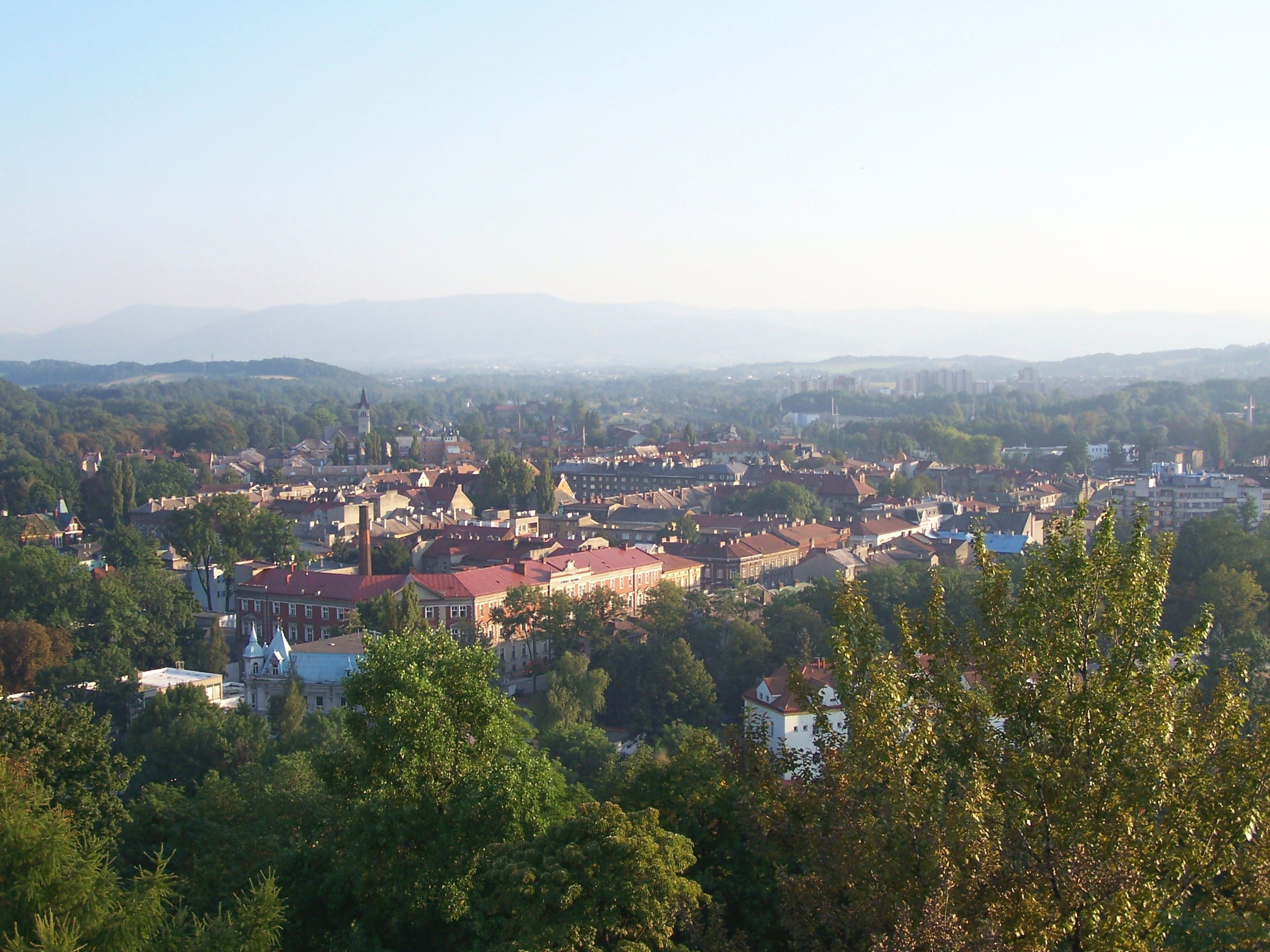
Widok na miasto z Wieży Piastowskej w Cieszynie
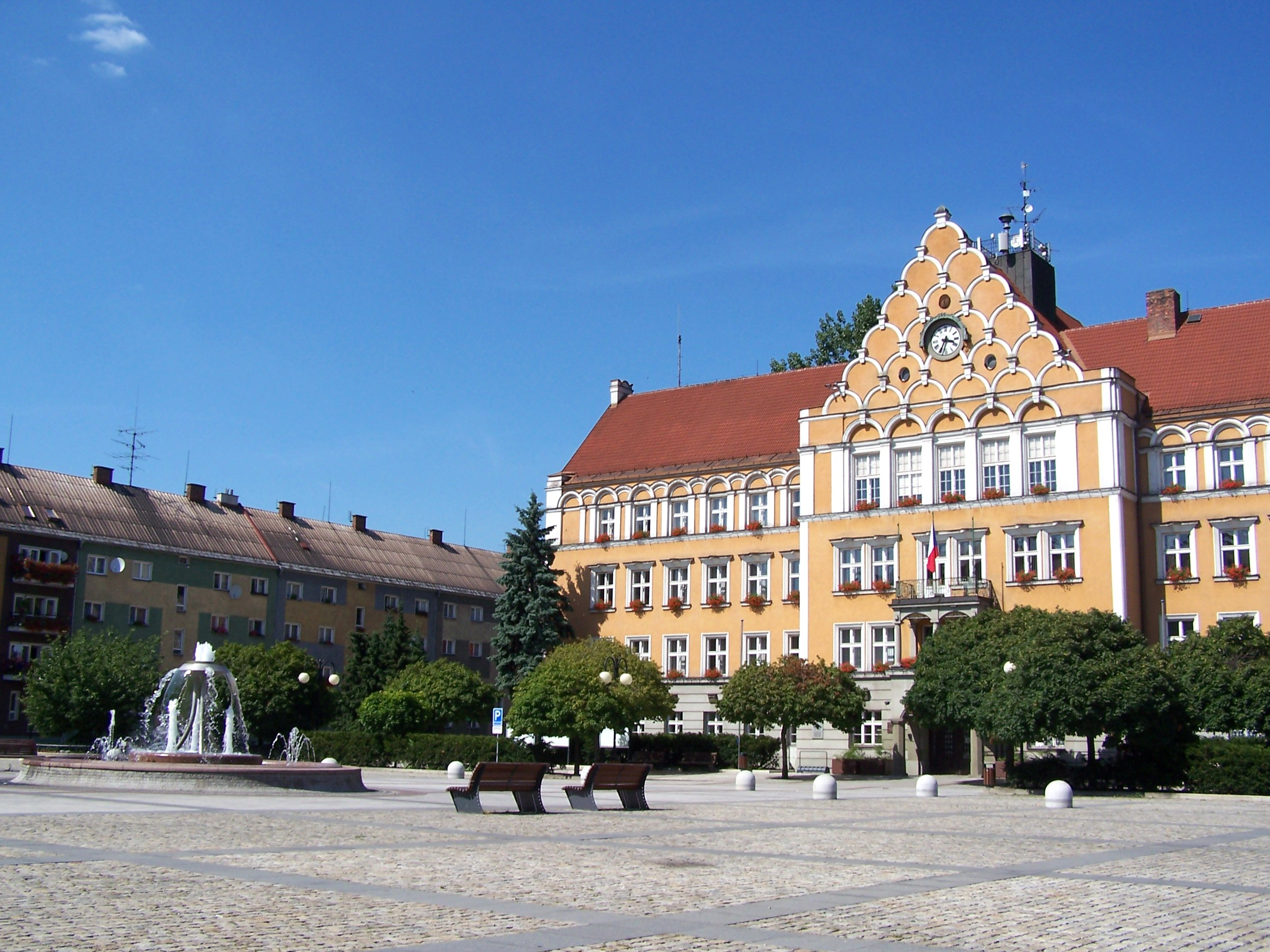
Rynek z ratuszem
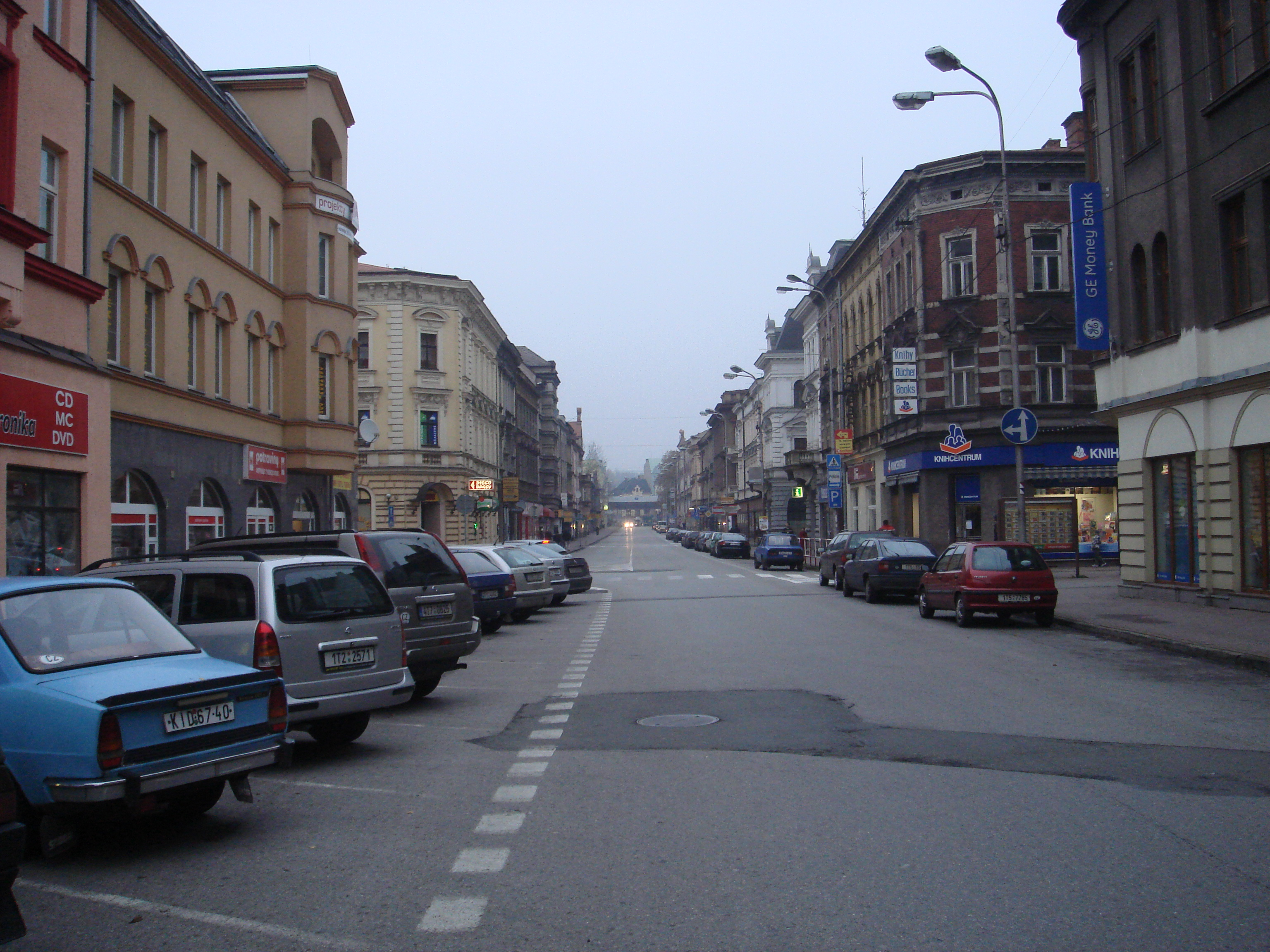
Hlavní třída/Ulica Główna
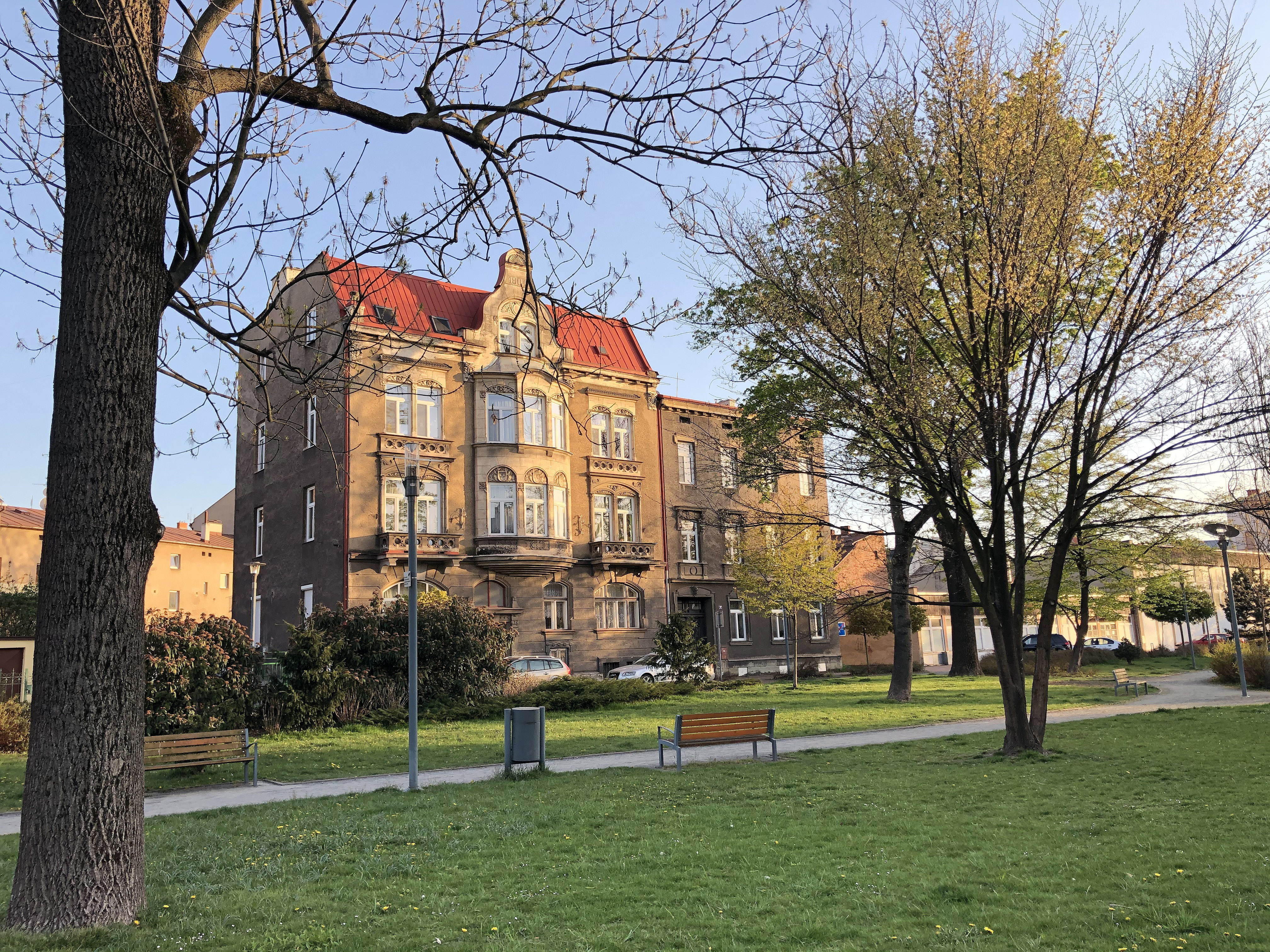
Kamienica przy Masarykovych sadach/Alejach Masaryka
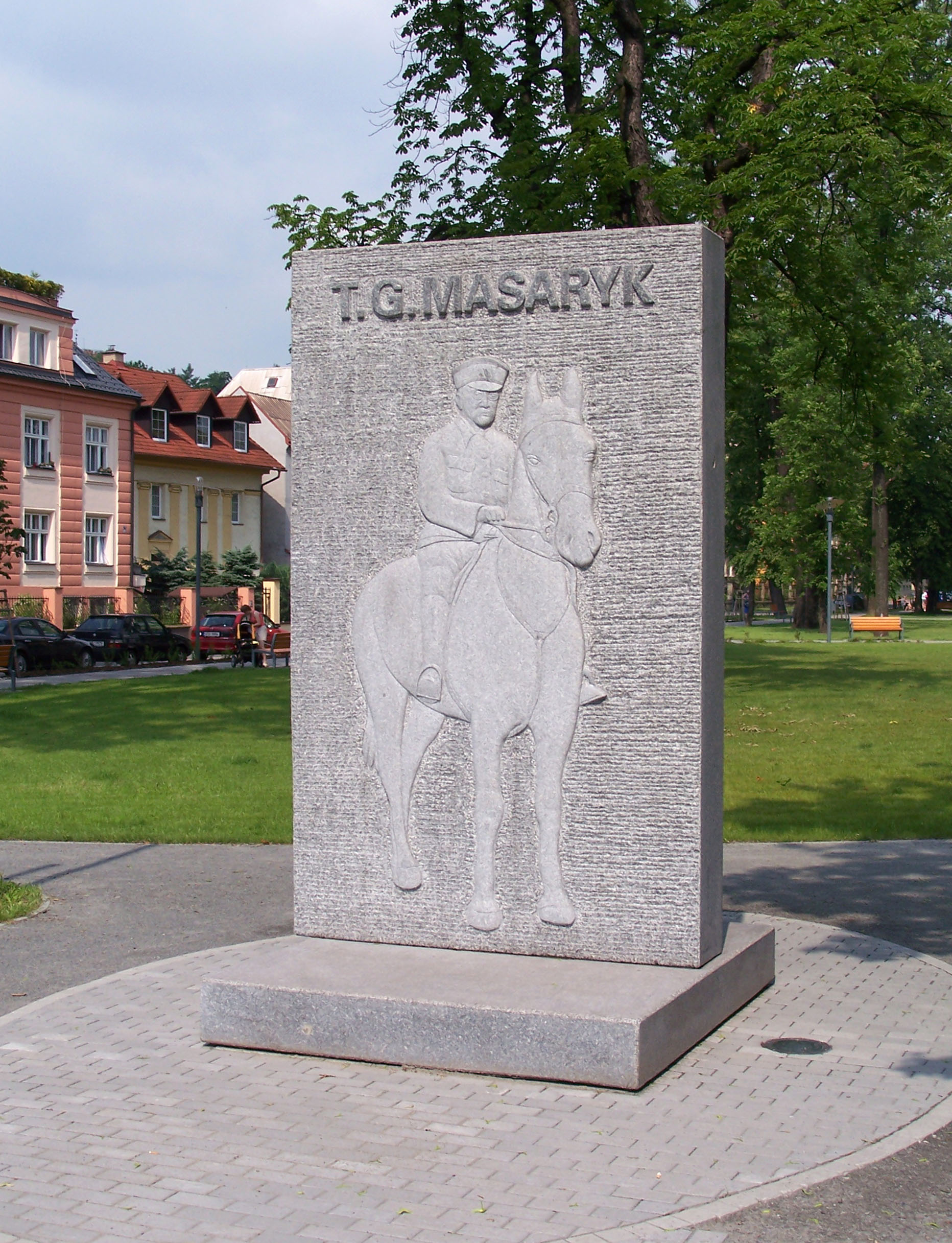
Pomnik Tomáša Masaryka
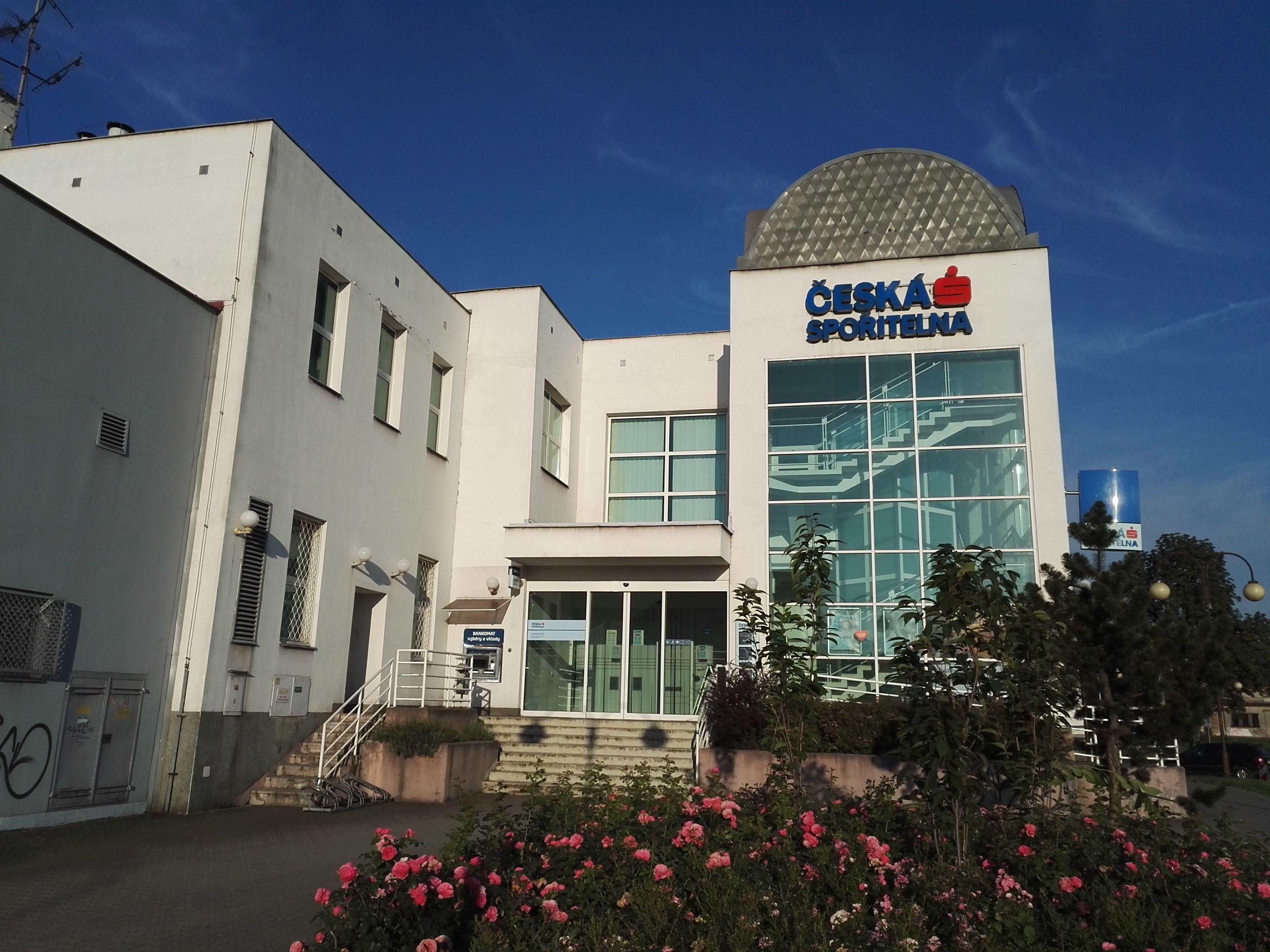
Bank przy ul. Jabłonkowskiej
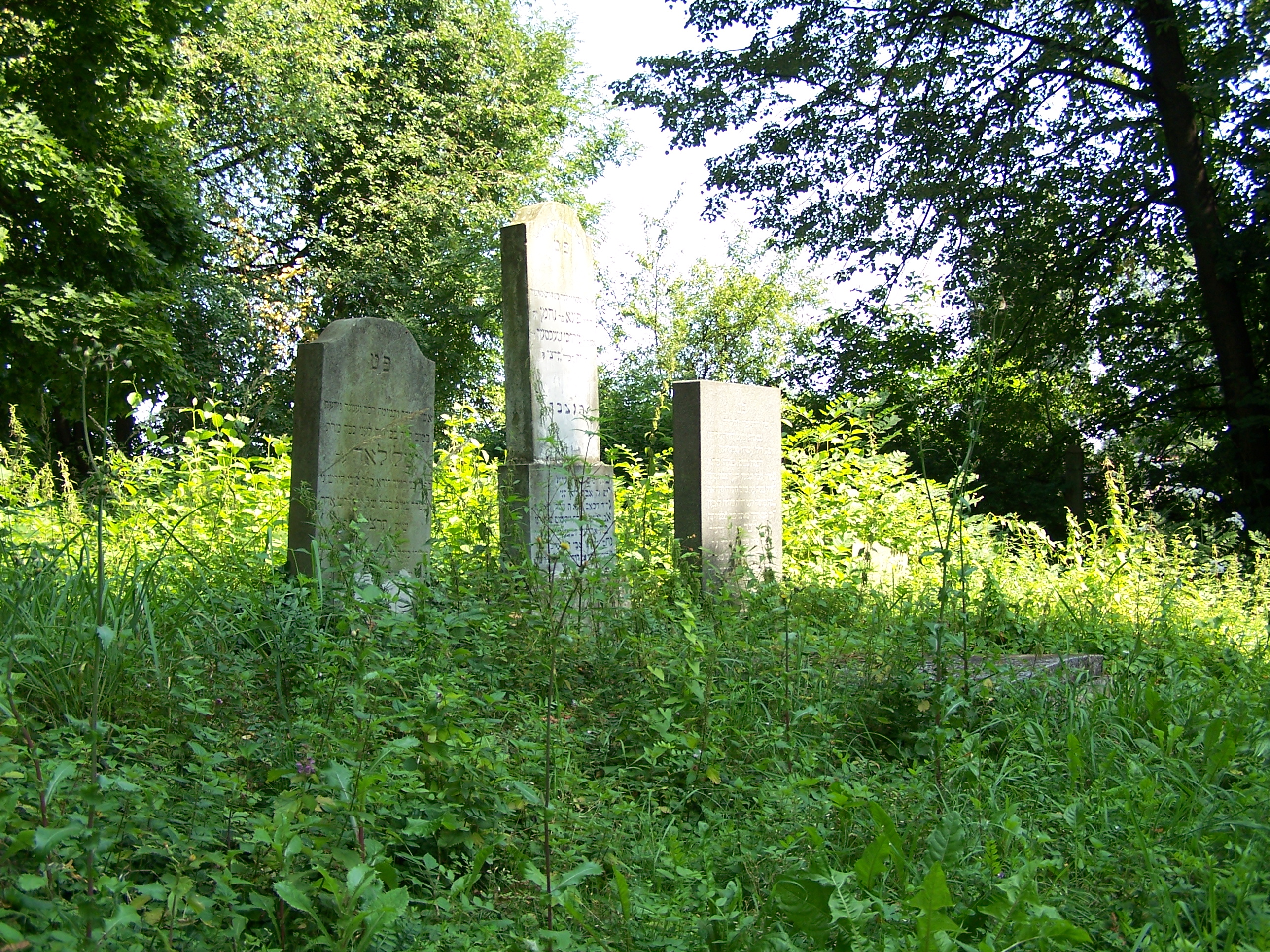
Fragment opuszczonego cmentarza żydowskiego
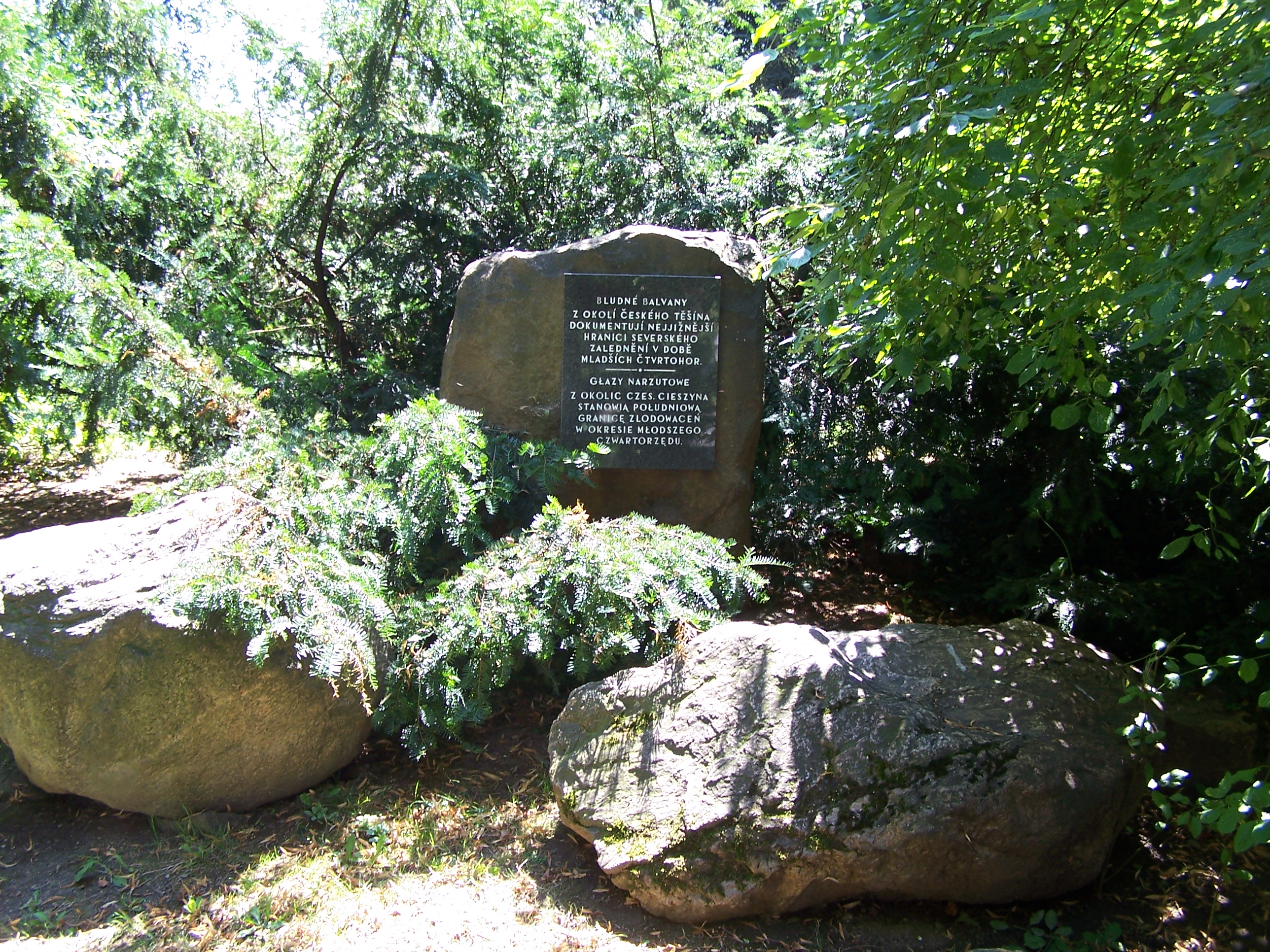
Głazy narzutowe z okolic Czeskiego Cieszyna w parku w Czeskim Cieszynie
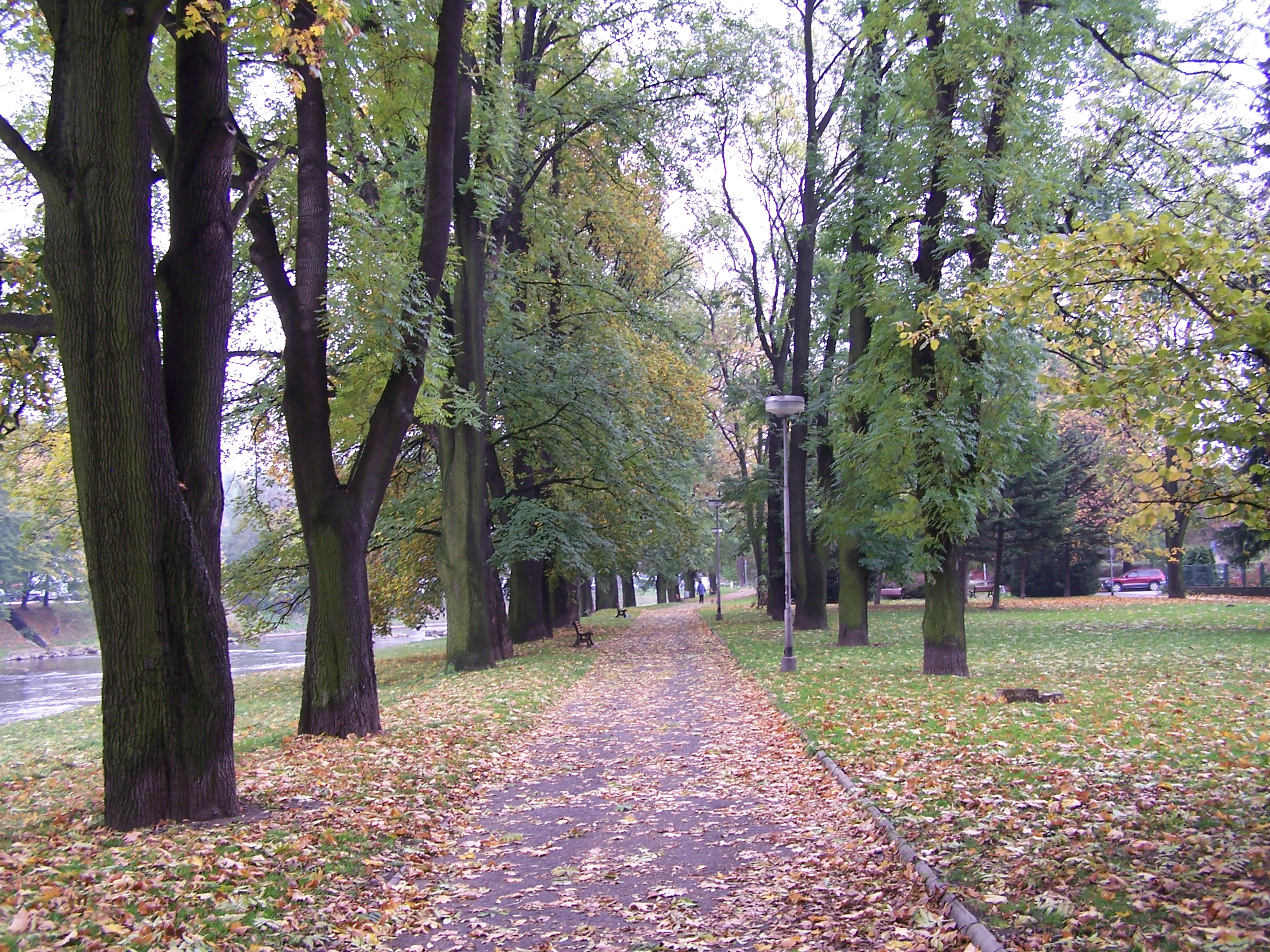
Alejka w parku w okresie jesiennym
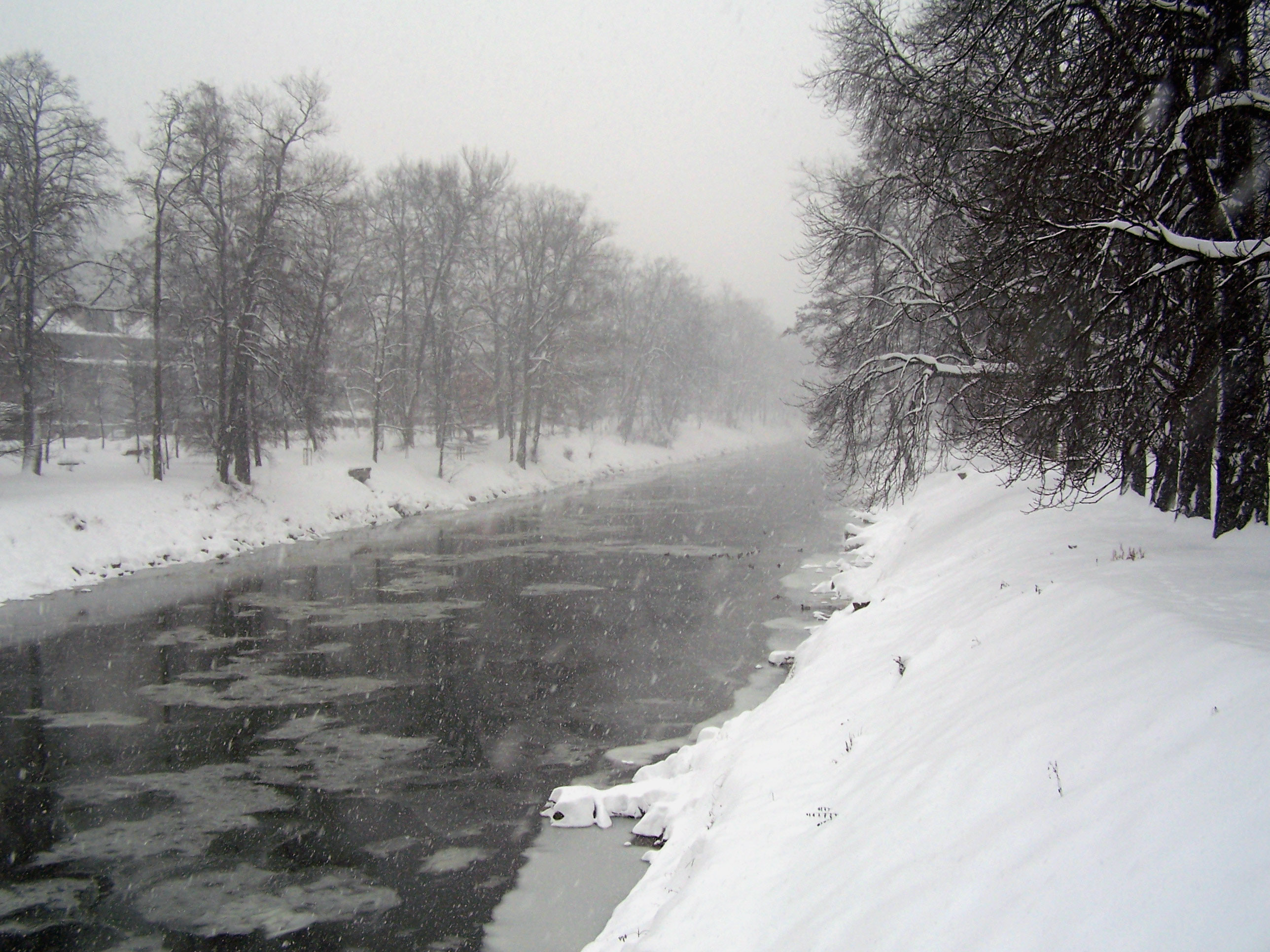
Olza w okresie zimowym, widziana z lewego brzegu